# Void-Vacon
Vous lisez un « bon article » labellisé en 2011.
Void-Vacon (prononcer [vwavakɔ̃]) est une commune française située en région Grand Est, dans le sud du département de la Meuse. Ses habitants sont les Vidusiens, du nom du petit cours d'eau, le Vidus, qui traverse la commune avant de se jeter dans la Meuse.
L'existence de Void est connue depuis l'époque mérovingienne. C'était un carrefour important au croisement du fleuve et de la voie romaine de Reims à Toul et Metz. Possession du chapitre de l’évêché de Toul, un château détruit au XIXe siècle mais dont il reste quelques vestiges gardait cette position stratégique. Le village est aujourd'hui encore sur un axe important, entre le canal de la Marne au Rhin et la RN 4 Paris - Strasbourg. La situation de la commune dans un environnement rural et boisé de qualité, proche de zones naturelles protégées, et sa relative proximité des zones urbaines de Toul et Nancy y attirent quelques néo-ruraux. Le village, qui entre progressivement dans l'aire d'activité de Nancy, cherche en même temps à développer l'emploi, notamment les activités artisanales, pour échapper au sort de « commune-dortoir ».

## Géographie

### Site et situation

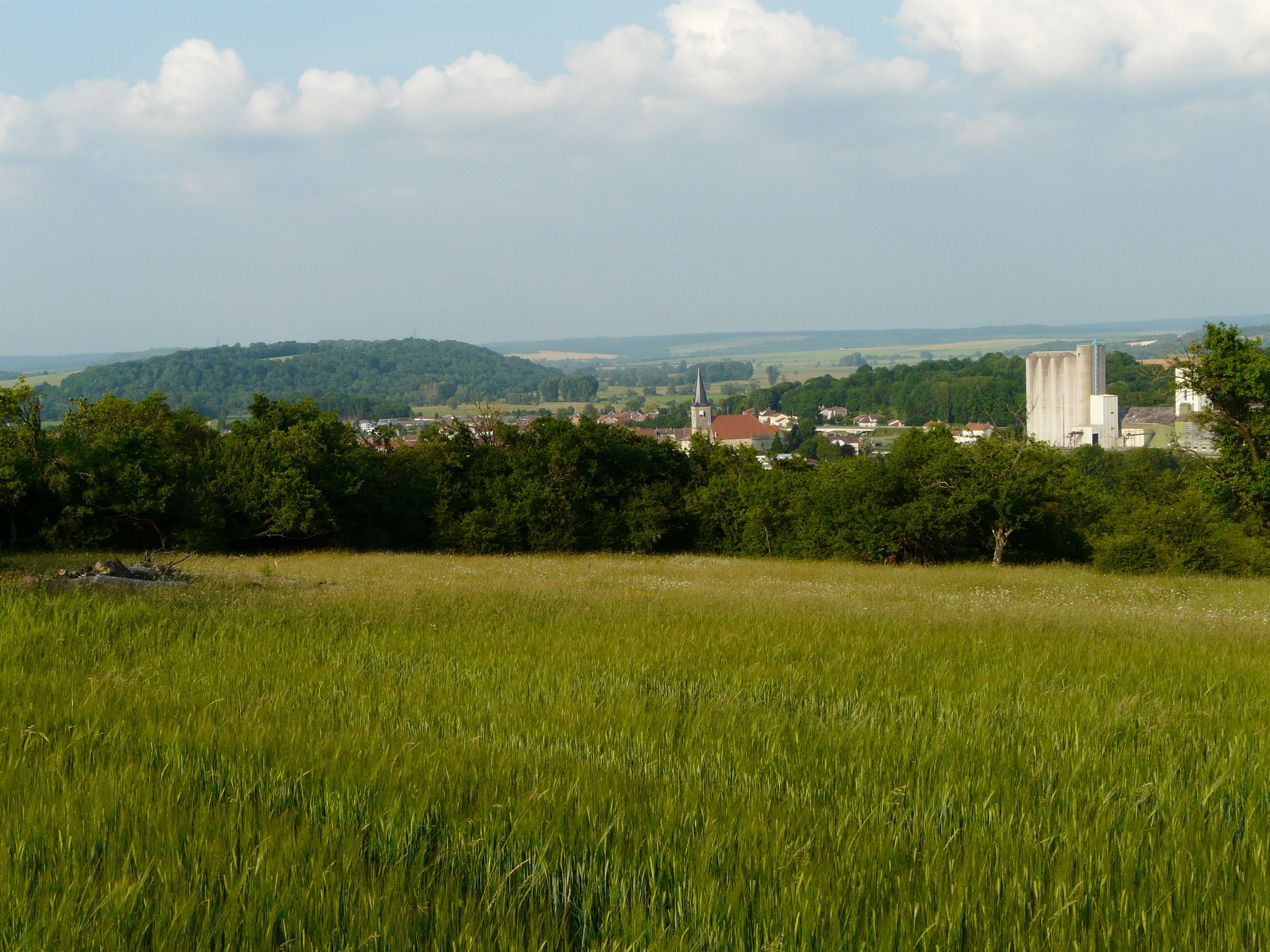
Vue générale de Void depuis le lieu-dit les Ormes au sud-ouest du village : à gauche la colline de Châtel Saint-Jean, au centre la vallée de la Meuse.

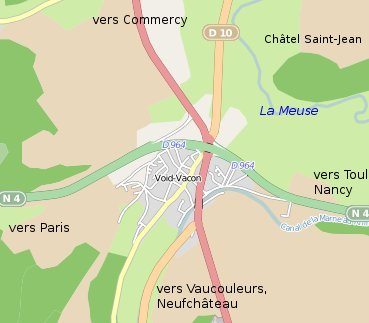
Void-Vacon et ses environs -

La commune de Void-Vacon est composée de deux villages, Void et Vacon. Void est situé dans la vallée de la Meuse, sur la rive gauche d'une large boucle que décrit le fleuve autour de la butte de Sorcy-Saint-Martin, aussi connue sous le nom de « Châtel Saint-Jean », à 1 km environ en amont de son confluent avec le Vidus, formé de la réunion de la Méholle et du ruisseau de Vacon. Le village est enserré entre le canal de la Marne au Rhin à l'est et la route nationale 4 qui le contourne au nord.
Vacon est à environ 2,5 km au sud de Void, au débouché de la vallée sèche du ravin de Mérivaux venant de Naives-en-Blois et de la vallée de la Méholle.
Du sud-ouest au sud-est, le finage est occupé par des buttes culminant à 300 m ou plus (360 m à l'Étoile dans le « bois de Void ») tandis que le nord est occupé par la plaine alluviale de la Meuse, à une altitude d'environ 235 m. Le finage est limité au nord par la Meuse et traversé du sud au nord par la Méholle et par le canal. Les bois occupent 1 288 ha sur les 3 568 que compte la commune,.
La vallée de la Meuse est une voie de passage naturelle nord-sud. Dans la direction est-ouest, le passage, gêné par l'obstacle des côtes de Meuse à l'est et du Barrois à l'ouest, est néanmoins facilité au seuil de Foug, ancienne vallée de la Moselle lorsqu'elle était affluent de la Meuse, proche de Toul. La voie romaine no 7 de Boulogne-sur-Mer à Strasbourg via Reims, Nasium, Toul, passait en limite de la commune de Sauvoy, au sud de Void-Vacon.
La commune est située entre Paris (240 km) et Strasbourg (150 km). Les villes voisines sont Toul à 20 km à vol d'oiseau à l'est, Commercy à 8 km au nord, Ligny-en-Barrois à 22 km à l'ouest et Vaucouleurs à 10 km au sud. Nancy est à 41 km à l'est. Le village est à moins d'une heure de route de trois des principales villes lorraines : Nancy et Bar-le-Duc à une demi-heure environ, Metz à une heure. Selon l'institut national de l'information géographique et forestière, Void-Vacon est le centre exact de la nouvelle grande région Grand Est.
| Laneuville-au-Rupt              | Sorcy-Saint-Martin | Troussey                      |
| Ménil-la-Horgne Naives-en-Blois | Void-Vacon         | Pagny-sur-Meuse               |
| Broussey-en-Blois               | Sauvoy             | Ourches-sur-Meuse Vaucouleurs |

### Géologie

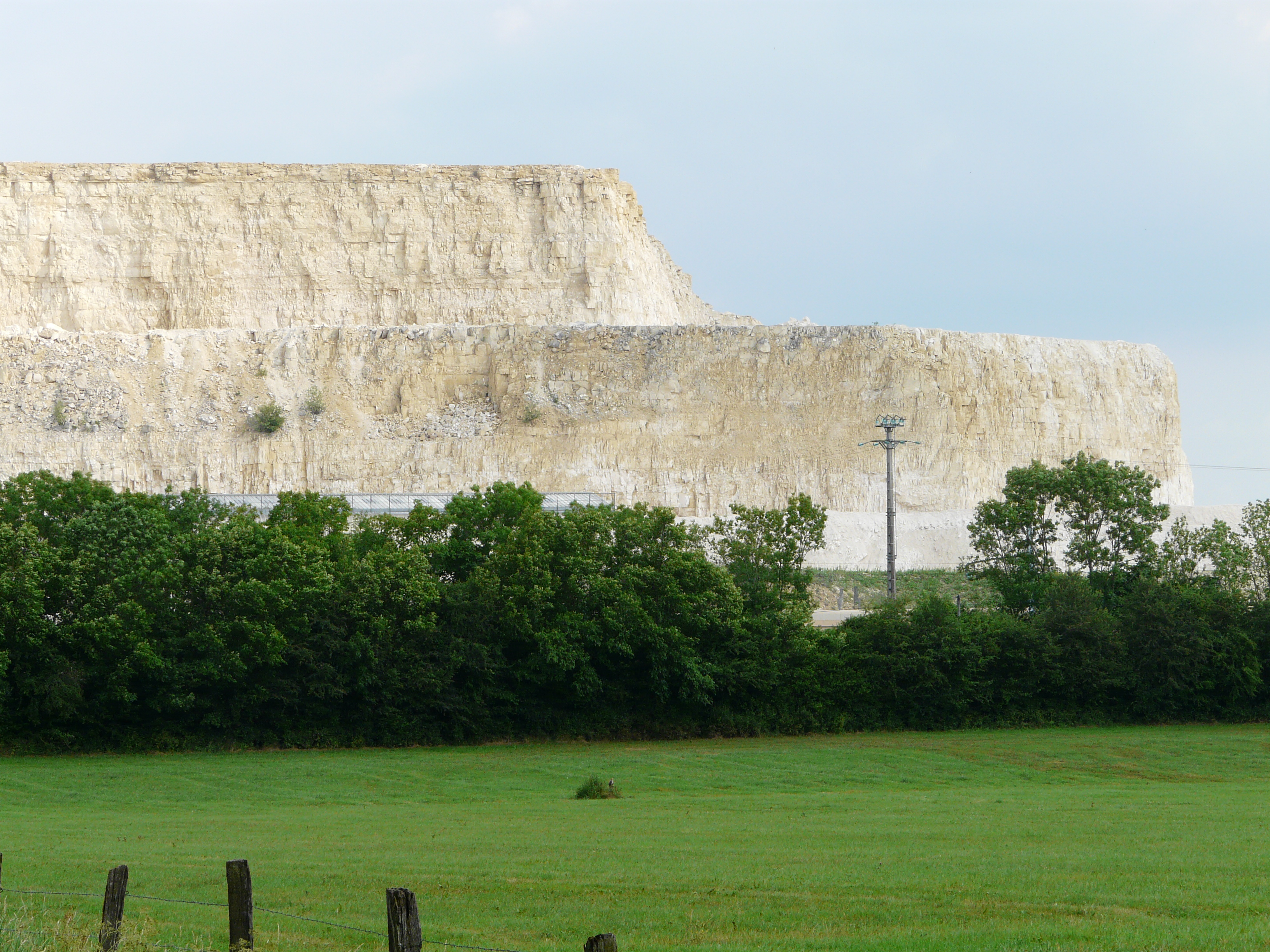
La carrière Solvay à Saint-Germain-sur-Meuse, au sud-ouest de Void.

Le département de la Meuse appartient à la bordure est du Bassin parisien. En raison de la structure monoclinale de ce bassin sédimentaire, on trouve des couches de plus en plus anciennes à mesure qu'on s'éloigne de son centre. Dans la région de Void, le sous-sol est constitué de calcaires de l'Oxfordien moyen. Ceux-ci sont visibles dans de nombreuses carrières, notamment à Sorcy-Saint-Martin, non loin de Void-Vacon, où sont exploitées depuis longtemps des carrières de calcaire oolithique à grains fins. Cette pierre très blanche se prêtait bien à la sculpture, mais son caractère gélif en réservait l'utilisation à l'intérieur des édifices. Avec la construction du canal de la Marne au Rhin, cette pierre trouva un nouvel usage : la production de chaux. La carrière actuelle est aujourd'hui propriété du groupe Lhoist.

### Environnement
La Meuse est l'une des dernières rivières sauvages du bassin Rhin-Meuse. Dans son cours médian, c'est-à-dire dans la traversée des départements des Vosges et de la Meuse, elle a conservé un écoulement naturel et des qualités écologiques remarquables malgré les aménagements humains tels que tronçons canalisés, traversées de villes, routes et voies ferrées.
La vallée de la Meuse offre donc une grande diversité d'habitats. Les prairies humides qui la bordent abritent une faune et une flore d'une grande richesse, parfois rares et exceptionnelles. Le nord-est du territoire de la commune de Void-Vacon, correspondant à la rive gauche de la vallée de la Meuse, fait partie du site Natura 2000 de Sorcy-Saint-Martin mis en place en 2002, qui couvre 2 110 hectares sur cinq communes et intègre des zones classées ZNIEFF ou ZICO,. Parmi les espèces végétales protégées présentes dans la zone (mais non spécifiquement sur le territoire communal de Void-Vacon) on peut citer la gratiole officinale, la stellaire des marais, la germandrée des marais. Le râle des genêts, le grand-duc d'Europe, le martin-pêcheur d'Europe, le faucon pèlerin sont quelques-unes des espèces d'oiseaux rares, en déclin ou vulnérables. Neuf espèces sont inscrites à l'annexe I de la « Directive oiseaux »
, neuf autres sont en « conservation défavorable », et neuf encore « à surveiller ».
L'espace forestier de la commune couvre 45 % du territoire communal. De grandes étendues de forêts entourent la commune, sur les plateaux qui dominent les vallées de la Meuse et de la Méholle : au sud le bois de Void et la forêt de Vaucouleurs, à l'ouest le bois de Palisse et le bois de Voirut, au nord-ouest la forêt domaniale de Commercy.
Void-Vacon n'est pas inclus dans le périmètre du parc naturel régional de Lorraine mais n'en est éloigné que de quelques kilomètres.

### Hydrographie
La commune est dans le bassin versant de la Meuse au sein du bassin Rhin-Meuse. Elle est drainée par le canal de la Marne au Rhin, la Meuse, le ruisseau le Mazellin, le ruisseau la Meholle, le ruisseau de Jacoble Boucher, le ru des Noues, la rigole d'Alimentation, le Rupt de Laneuville, le ruisseau de Vacon et le canal du Moulin,.

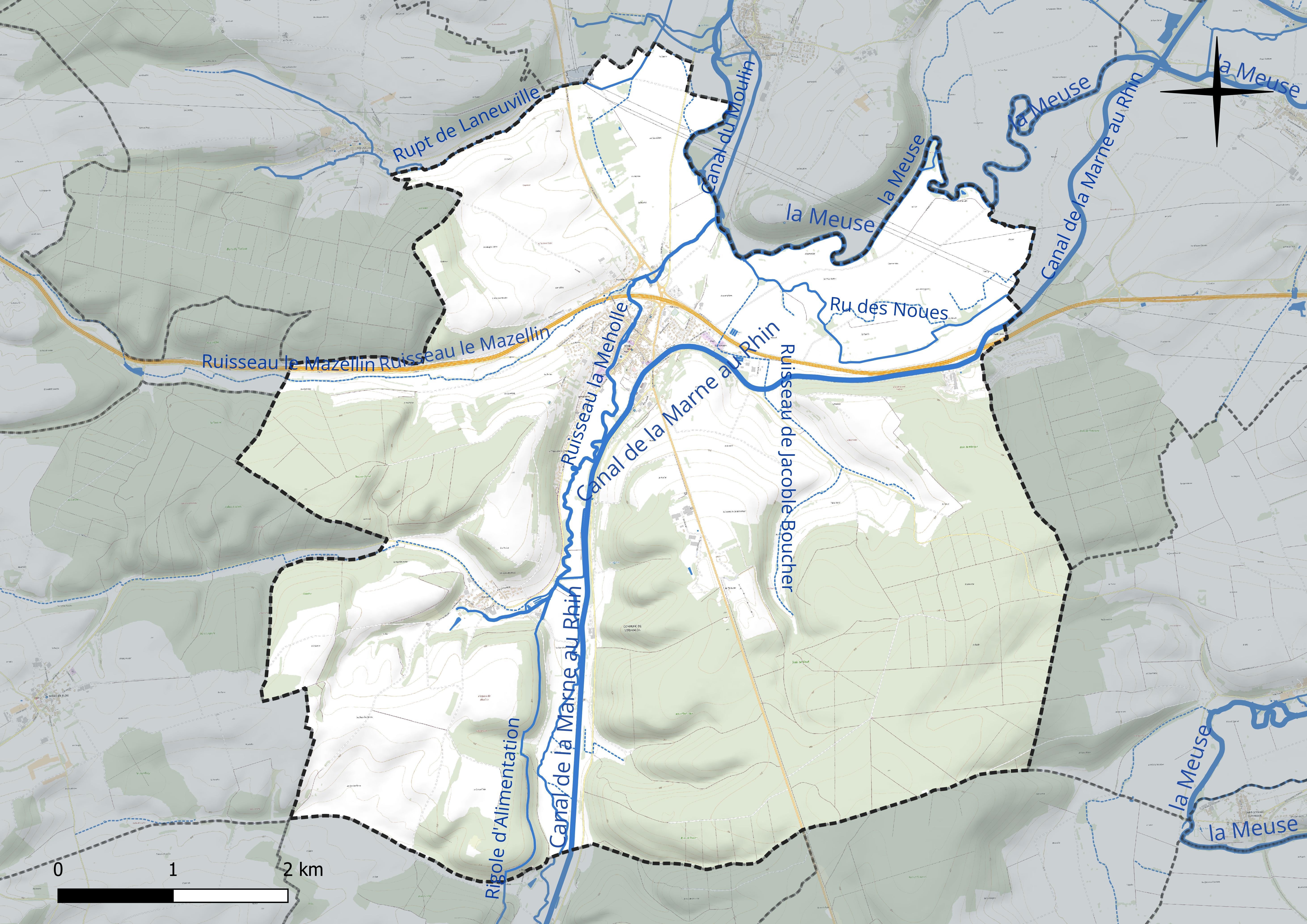
Réseau hydrographique de Void-Vacon.

Le canal de la Marne au Rhin, long de 293 km et 178 écluses à l'origine, relie la Marne (à Vitry-le-François) au Rhin (à Strasbourg). Par le canal latéral de la Marne, il est connecté au réseau navigable de la Seine vers l'Île-de-France et la Normandie. Il passe à Void et à Vacon. L'un des deux biefs de partage de ce canal se situe à Mauvages, à une dizaine de kilomètres au sud de Void-Vacon, sur la ligne de partage des eaux entre les bassins versants de la Meuse et de la Marne. Ce bief de partage est alimenté par pompage dans la Méholle et dans la Meuse toutes proches, et par la station de relevage de Vacon.
La Meuse, d'une longueur de 486 km dans sa partie française, est un fleuve européen qui prend sa source en France, dans la commune du Châtelet-sur-Meuse, à 409 mètres d'altitude, et se jette dans la mer du Nord après un cours long d'approximativement 950 kilomètres traversant la France, la Belgique et les Pays-Bas. Les terres traversées par la Meuse sont sujettes à des inondations parfois dévastatrices. Elles sont moins sévères dans cette partie de la vallée, assez large, qu'elles peuvent l'être en aval, à Verdun ou Givet. Néanmoins, la largeur du champ d'inondation peut atteindre 1 500 m, alors que le fleuve ne dépasse pas 30 m en été, et on a observé des inondations et coulées de boue en décembre 1982, avril 1983, décembre 1993, juillet 1995, décembre 1999 et décembre 2002. L'inondation fait partie des risques naturels et technologiques possibles sur la commune. L'Établissement public d'aménagement de la Meuse et de ses affluents (EPAMA) coordonne les études visant à contrôler les crues de la Meuse, et notamment l'établissement d'une zone de ralentissement dynamique des crues (ZRDC) à Void-Vacon. Le débit moyen de la Meuse à Vaucouleurs (environ 10 km à vol d'oiseau en amont de Void-Vacon) est d'environ 20 m3/s, avec une variation de 3,7 m3/s en septembre à 43 m3/s en janvier, ou 400 m3/s selon un document Natura 2000.

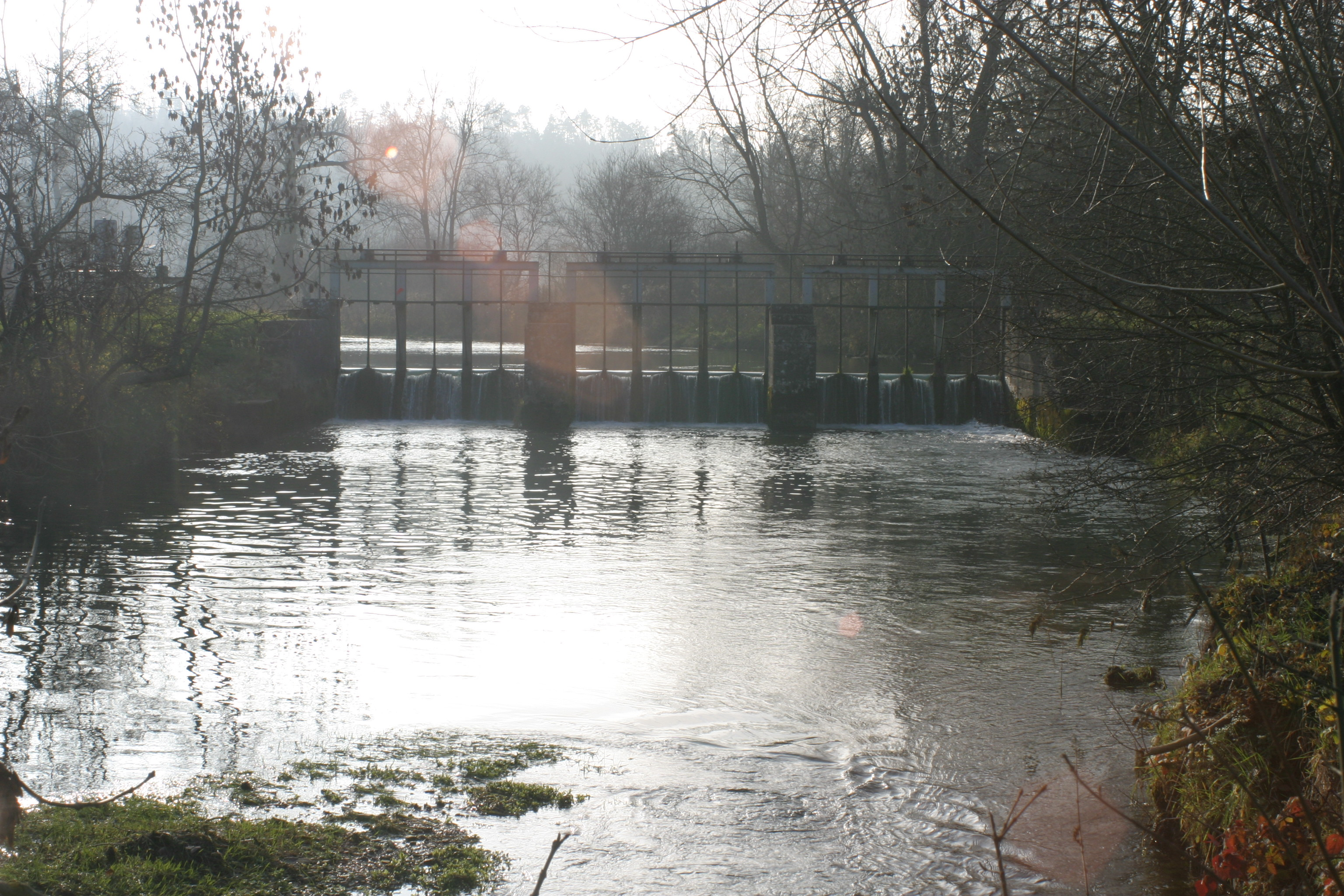
Le barrage sur la Méholle à Vacon.
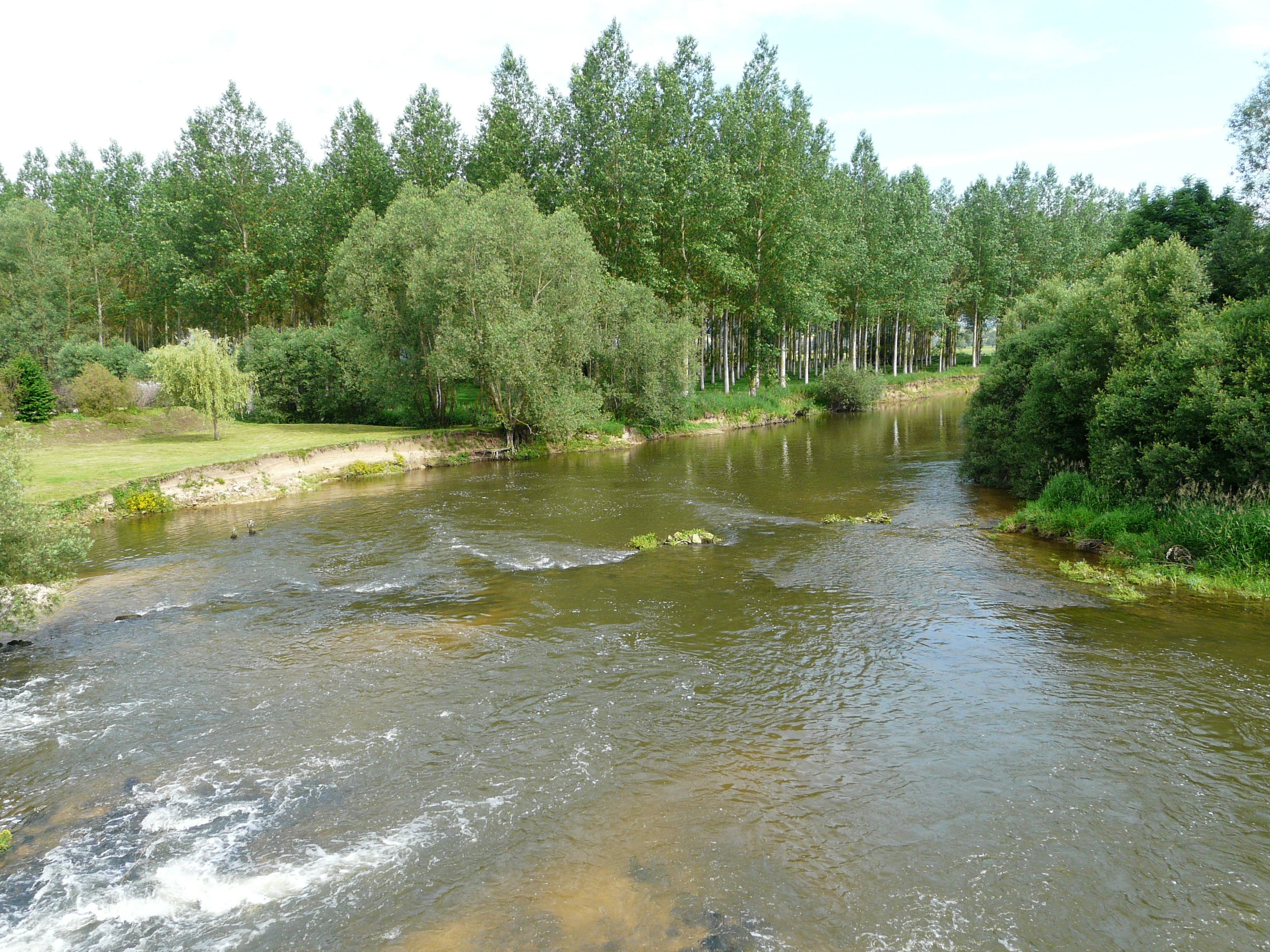
La Meuse délimite les communes de Void-Vacon et Sorcy-Saint-Martin.

### Climat
Pour des articles plus généraux, voir Climat du Grand Est et Climat de la Meuse.
En 2010, le climat de la commune est de type climat des marges montargnardes, selon une étude du Centre national de la recherche scientifique s'appuyant sur une série de données couvrant la période 1971-2000. En 2020, Météo-France publie une typologie des climats de la France métropolitaine dans laquelle la commune est exposée à un climat océanique altéré et est dans la région climatique  Lorraine, plateau de Langres, Morvan, caractérisée par un hiver rude (1,5 °C), des vents modérés et des brouillards fréquents en automne et hiver. 
Pour la période 1971-2000, la température annuelle moyenne est de 9,8 °C, avec une amplitude thermique annuelle de 16,5 °C. Le cumul annuel moyen de précipitations est de 929 mm, avec 13,3 jours de précipitations en janvier et 9,3 jours en juillet. Pour la période 1991-2020, la température moyenne annuelle observée sur la station météorologique de Météo-France la plus proche, « Erneville aux Bois_sapc », sur la commune d'Erneville-aux-Bois à 16 km à vol d'oiseau, est de 9,9 °C et le cumul annuel moyen de précipitations est de 1 021,5 mm. 
La température maximale relevée sur cette station est de 39,4 °C, atteinte le 25 juillet 2019 ; la température minimale est de −24,2 °C, atteinte le 18 février 1956,,. 
Les paramètres climatiques de la commune ont été estimés pour le milieu du siècle (2041-2070) selon différents scénarios d'émission de gaz à effet de serre à partir des nouvelles projections climatiques de référence DRIAS-2020. Ils sont consultables sur un site dédié publié par Météo-France en novembre 2022.

## Urbanisme

### Typologie
Au 1er janvier 2024, Void-Vacon est catégorisée bourg rural, selon la nouvelle grille communale de densité à sept niveaux définie par l'Insee en 2022.
Elle est située hors unité urbaine et hors attraction des villes,.

### Occupation des sols
L'occupation des sols de la commune, telle qu'elle ressort de la base de données européenne d’occupation biophysique des sols Corine Land Cover (CLC), est marquée par l'importance des territoires agricoles (50,3 % en 2018), en diminution par rapport à 1990 (51,1 %). La répartition détaillée en 2018 est la suivante : 
forêts (44,4 %), terres arables (29,8 %), prairies (18,4 %), zones urbanisées (3,3 %), zones agricoles hétérogènes (2,1 %), mines, décharges et chantiers (1,8 %), milieux à végétation arbustive et/ou herbacée (0,2 %). L'évolution de l’occupation des sols de la commune et de ses infrastructures peut être observée sur les différentes représentations cartographiques du territoire : la carte de Cassini (XVIIIe siècle), la carte d'état-major (1820-1866) et les cartes ou photos aériennes de l'IGN pour la période actuelle (1950 à aujourd'hui).

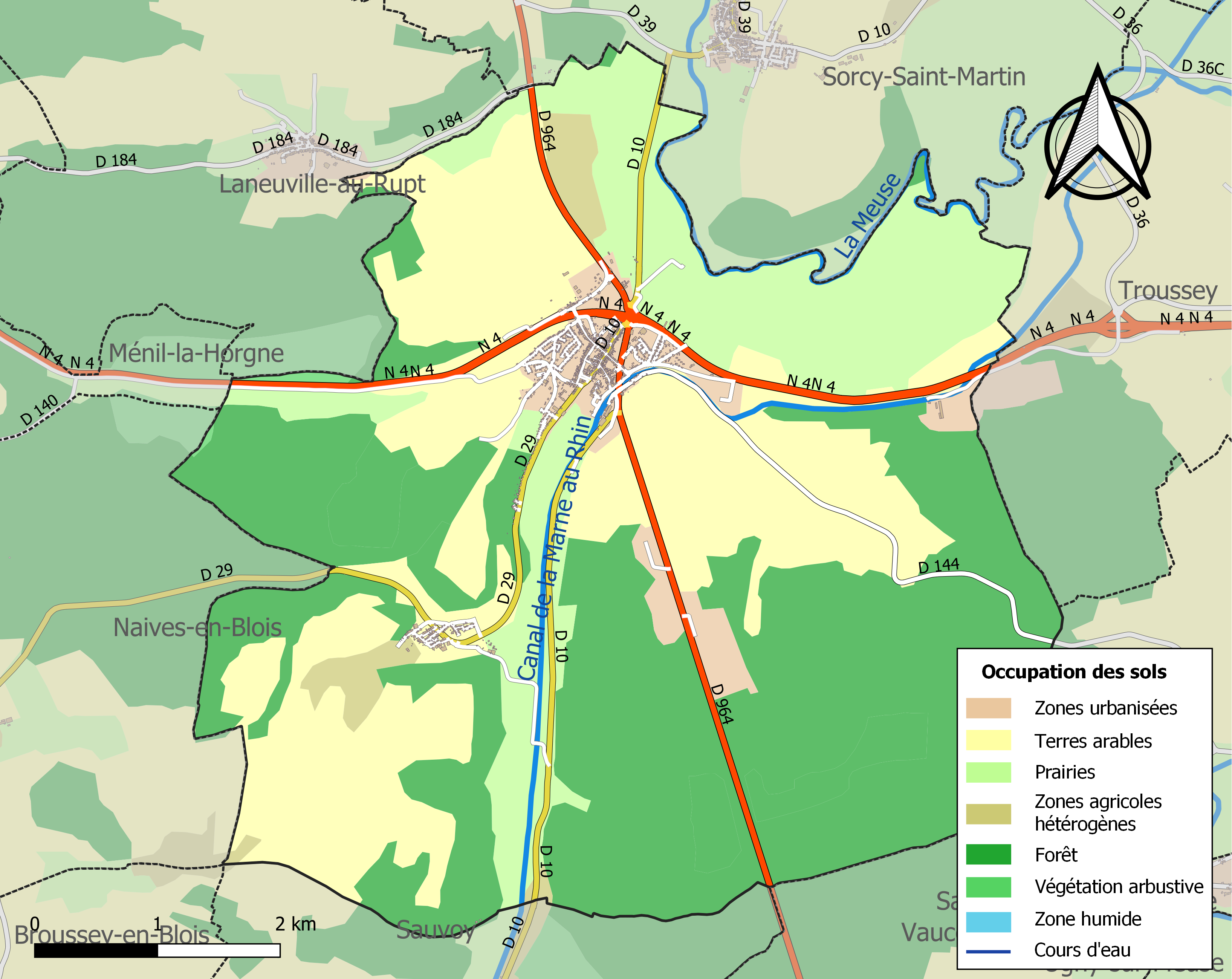
Carte des infrastructures et de l'occupation des sols de la commune en 2018 (CLC).

### Morphologie urbaine

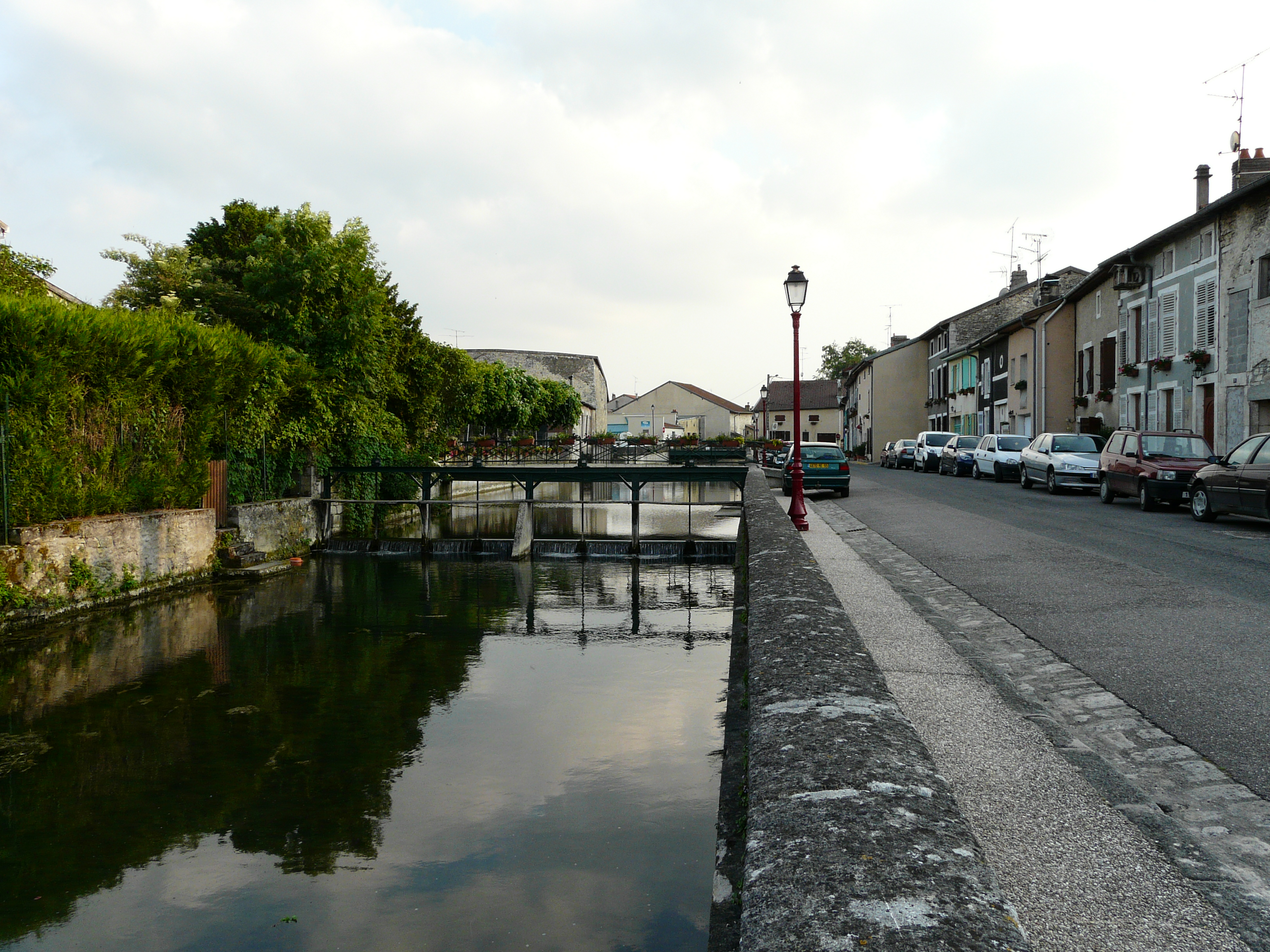
Les berges du Vidus, rue Pierrerue.

Le centre ancien du village de Void s'allonge sur 600 m environ dans une direction sud-ouest - nord-est le long du Vidus et de la route parallèle allant de Vacon à Sorcy-Saint-Martin. Le château s'élevait au sud du village, au fond de la vallée dont il commandait l'entrée. Le centre du village a conservé son bâti et son unité architecturale de « village-rue » lorrain. Ce n'est pas le cas des lotissements périphériques, dont l'architecture disparate n'est pas coordonnée à celle du centre ancien.
Au cours du XXe siècle, Void s'est agrandie dans trois directions : au sud le lotissement « du Parterre » s'étire le long de la route de Vacon, sous la « Côte des Vignes » ; un autre a été construit à l'est, entre la RN 4 et le canal, « Derrière la Grande Rue » ; les plus importants sont ceux qui dominent Void à l'ouest, en bordure de la route nationale « Sur les Ormes » et « Derrière la Pierrerue ». Entre 1995 et 2006, 79 logements individuels et 25 logements collectifs ont été autorisés, la plupart après 2001.

### Logements
En 2007, la commune comptait 726 logements, soit 75 de plus qu'au précédent recensement de 1999. Le nombre de résidences principales a augmenté dans cette période de 598 à 678, soit de plus de 13 %, tandis que celui des résidences secondaires diminuait, passant de 16 à 11. Les résidences principales représentaient 93,4 % de l'ensemble des logements en 2007, contre 86 % dans le reste du département. Près de 45 % des résidences principales ont été construites après 1974. Les appartements ne représentent que 13,4 % de l'ensemble des logements, contre 24 % dans le département de la Meuse.
Cette évolution est en grande partie due à la politique d’attractivité par les prix fonciers menée par la municipalité, qui souhaite attirer de jeunes couples tout en maîtrisant l'étalement du tissu bâti de la commune. Cette politique se traduit par une extension sous la forme de lotissements de maisons individuelles autour du centre ancien, tandis que dans le centre seuls quelques logements ont été rénovés
.
En 2007, 83,8 % des résidences principales avaient quatre pièces ou plus, contre 76,6 % dans le département. 97,1 % disposaient d'une salle de bain avec baignoire ou douche, pourcentage proche de celui du département.

### Projets d'aménagements
Les aménagements en cours ou prévus en 2011 concernent principalement l'amélioration de l'attractivité touristique de la commune (aménagement d'une aire d'accueil de camping-car sur le site de l'ancienne gare, la mise en place d'une signalétique touristique en entrée de ville, la création d'une piste cyclable entre Void et Vacon, la réalisation d'un espace d'accueil pour le Fardier de Cugnot, etc.) et l'amélioration de l'offre de services à la population (structure plurifonctionnelle crèche-cantine-accueil périscolaire, extension de la maison de retraite, réalisation d'une maison de santé pluridisciplinaire).

### Voies de communication et transports

#### Voies routières
Void-Vacon est au croisement de la RN 4 reliant Paris à Strasbourg via Nancy et de la route départementale 964, ancienne RN 64 reliant Lure (Haute-Saône) à Charleville-Mézières via Neufchâteau et Verdun.
La RN 4 est aménagée à quatre voies jusqu'à Toul puis Nancy via l'A31, ce qui met ces villes respectivement à 15 et 35 minutes de Void-Vacon. Ce temps de parcours parfois inférieur à des communes péri-urbaines de l'agglomération de Nancy explique l'attrait de la commune pour les néo-ruraux issus du bassin de Toul et de Nancy.

#### Voies navigables

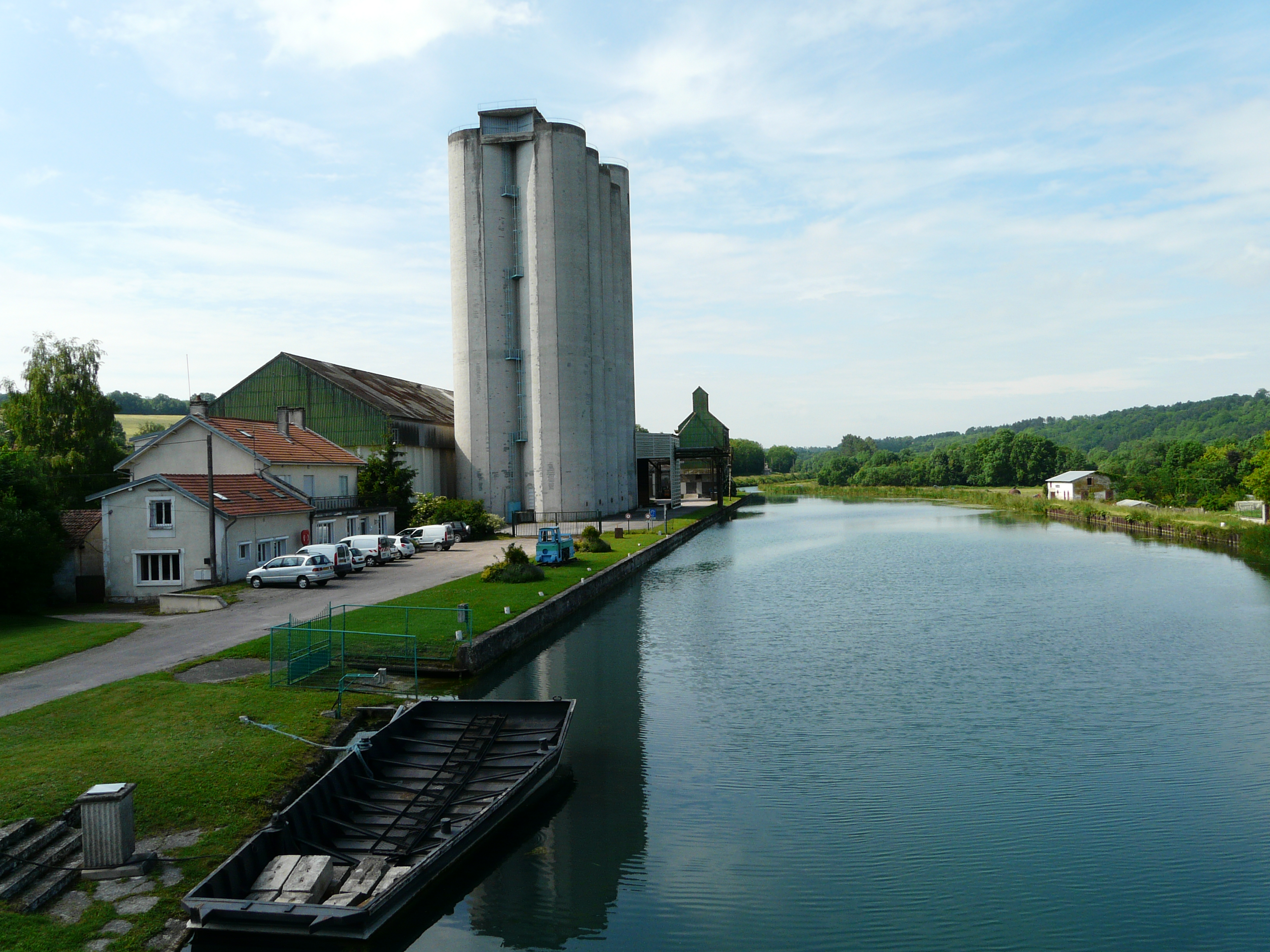
Le silo de la coopérative agricole au bord du canal de la Marne au Rhin.

Le réseau de canaux géré par le Service de la Navigation du Nord-Est (SNNE) était organisé en neuf subdivisions. Celle de Bar-le-Duc a une antenne à Void-Vacon. Depuis la création de l'EPA VNF, en 2012, une unité territoriale d'itinéraire (UTI), siège à Bar-le-Duc, gère l'ensemble du canal de la Marne au Rhin de Vitry-en-Perthois à Toul.
Le canal de la Marne au Rhin sert aujourd'hui surtout à la navigation de plaisance. mais reste ouvert à la navigation commerciale.Void-Vacon est situé entre le port de plaisance de Pagny-sur-Meuse et la halte de Sauvoy.

#### Transports en commun
Le réseau intermodal des transports de la Meuse (RITM) exploite une ligne de cars Vaucouleurs - Commercy « à la demande » qui dessert Void-Vacon une fois par jour du lundi au samedi.
La station SNCF la plus proche est la gare de Commercy. En 2010, elle est desservie par liaison TER vers Nancy et Bar-le-Duc à raison d'un train par heure (heure creuse) ou par demi-heure (heure de pointe) en semaine, et vers Châlons-en-Champagne quatre fois par jour.
La relative faiblesse de l'offre de transport public explique sans doute qu'en 2006, seulement 1,6 % des déplacements domicile - travail dans la Communauté de communes de Void se faisaient par les transports en commun. Par ailleurs, 53,7 % des ménages de Void-Vacon possèdent une voiture (contre 48,8 % en France) et près du tiers des ménages possède au moins deux véhicules automobiles.

## Toponymie
Void est attesté sous les formes Noviento-vico, Noviinto, Novicinto-vicus (époque mérovingienne) ; « Noviantum in pago Bedensi super fluviolum Vidum cum palatio regio » (627) ; Novientum cum palatio regio (804) ; Noniante (884) ; Noniantus (922) ; Noniantum in pago Bedinse ; Viddiocum (971) ; Vadum, Vadovilla (1011) ; Novianthum (1157) ; Vedum (XIIe siècle) ; Vodium (1402) ; Nonientum, Vidum (1756).

Le nom primitif de Void était *Noviento signifiant en gaulois « nouvel établissement » (voir Nogent), attesté sous les formes latinisées Novientum super fluviolum vidum (« nouveau village sur le ruisseau Vidus ») puis sous les Mérovingiens, au VIIe siècle, Noviento Vico. Le nom de la localité « Void » représente un transfert du nom de la rivière *VIDU (> Vidus, attesté sous les formes Super fluviolum Vidum (627) ; Vidus (884) ; Rivulus Vidus (922) ; Vidus fluvius (1707) ; Vedus (1707), selon un processus couramment observé en toponymie. En effet le gallo-roman *VIDU a régulièrement abouti à « Void » (cf. latin videre > voir). En revanche, le nom actuel du Vidus, la Méholle, est savant et inspiré par sa forme latinisée[réf. nécessaire].
Vacon est attesté sous les formes Vuacon (1011) ; Vaccon (1700) ; Vedulum, Wacon (1707) ; Voicon (1707) ; Vâcon.
 
Le graphe Vu- est une autre notation pour W-. Il s'agit du nom de personne germanique Wacco pris absolument.

## Histoire

### Antiquité et Moyen Âge

L'empire franc entre 481 et 814

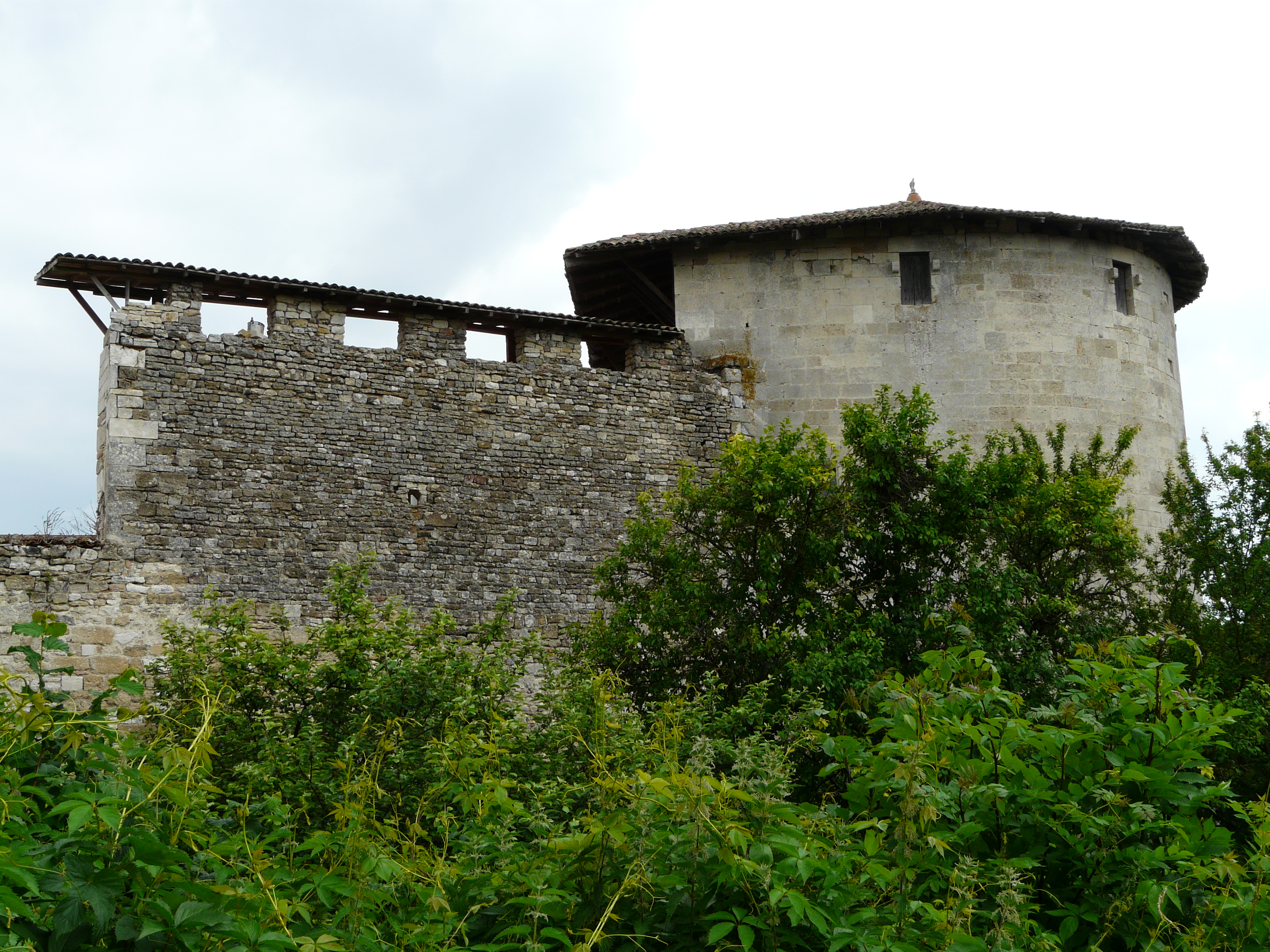
La tour aux Pigeons, vestige du château de Void.

À l'époque gauloise aucune occupation humaine n'est attestée sur le site de Void et de Vacon, même si les niveaux d'occupation gauloise, puis gallo-romaine sur le site de Nasium distant d'une quinzaine de kilomètres au sud-ouest, sont bien reconnus,. Toutefois, des fouilles archéologiques préventives réalisées en 2003, au lieu-dit "Le Vé", ont confirmé la présence sur le territoire communal de traces d'une occupation agricole de l'âge du bronze.
Dans la boucle de la Meuse qui fait face à Void, la « montagne » de Châtel, qui domine la Meuse d'une cinquantaine de mètres, fut occupée par un camp romain de 10 ha environ dont on voyait encore les traces à la fin du XIXe siècle. Cette élévation commandait la vallée de la Meuse et les vallées qui viennent déboucher à cet endroit. Le territoire compris entre les deux cités de Tullum (Toul) et Nasium (Naix aux Forges), tour à tour capitales des Leuques, fut conquis par César lors de la guerre des Gaules en 58 av. J.-C. La cité des Leuques (Civitas Leucorum), dont la capitale était Toul, était incluse dans la province de Belgique, puis dans celle de Belgique Première après la réforme de Dioclétien au IIIe siècle. Avec la christianisation aux IIIe et IVe siècles, des évêchés sont installés à Metz et Verdun. Celui de Toul est sans doute plus tardif.
Après la chute de l'Empire romain d'Occident, au Ve siècle, le pays des Leuques entre dans le regnum Francorum des Mérovingiens puis dans une de ses divisions, l'Austrasie, sur laquelle règne Dagobert Ier. Celui-ci, en 630, octroie le fief de Void (Noviantum), son palais royal et ses églises au chapitre de l’évêché de Toul. Void reste sous cette juridiction jusqu'à la Révolution française, tout en étant l'objet des convoitises des seigneurs et princes voisins.
Sous le règne du dernier Mérovingien, Childéric III (743-751), quand meurt Charles Martel, la charge de maire du palais est partagée entre ses fils : Pépin le Bref reçoit la Neustrie et la Bourgogne alors que l'Austrasie revient à Carloman. Quand Carloman se retire en 747 dans un monastère, Pépin fait enfermer Childéric et, avec l'accord du pape, se fait couronner roi des Francs. Ainsi Void fait pour un temps partie d'un royaume unifié et gouverné par la nouvelle dynastie carolingienne.
Les souverains carolingiens s'appuient dans leurs domaines sur l'Église et en particulier sur les évêques, auxquels ils confèrent les droits comtaux dans leurs villes épiscopales, s'assurant ainsi le contrôle du pays. Ceci entraîne la convoitise des « comtes ». C'est ainsi que vers l'an 800 des comtes s'emparent du château de Noviendum. Charlemagne le leur fait restituer et promulgue une charte par laquelle il veut que l'église de Toul ait la possession du château de Void « depuis le ciel jusqu'à l'abîme ». Cependant cette charte doit être réaffirmée à de nombreuses reprises : en 884 par Charles le Gros, en 894 par Arnulf de Carinthie, en 920 par Charles le Simple.
Dès le XIVe siècle les rois de France cherchent à étendre leur influence vers l'est, notamment sur les villes épiscopales. En 1301 le comte de Bar se reconnaît par le traité de Bruges vassal du roi de France pour toutes ses possessions situées à l'ouest de la Meuse,. L'année précédente le roi de France obtient la garde de Toul, protection renouvelée en 1409.

### Époque moderne
En mars 1552, le roi de France Henri II, allié par le traité de Chambord aux princes réformés allemands contre le catholique Charles Quint, occupe Cambrai, Verdun et Toul et met le siège devant Metz, prise en avril. Ces villes d'empire sont des principautés ecclésiastiques de langue française, théoriquement indépendantes mais incapables d'assurer leur propre défense. Dès lors, et bien qu'elles restent théoriquement sous la souveraineté impériale, ces villes sont de fait rattachées à la France. À Void, Henri II réclame le château au chapitre de Toul et, ayant obtenu satisfaction, y place une garnison de cinquante soldats. Il y est reçu somptueusement le 15 avril par le chapitre avant d'entrer dans Metz le 18.

### Époque contemporaine
En 1789, sous la Constituante, la prévôté de Void est transformée en canton dépendant du district de Commercy. Le canton, qui comptait à l'origine six communes, est modifié en 1800 et en regroupe dès lors vingt-quatre.
C'est au milieu du XIXe siècle que des routes partant de Void sont ouvertes vers Sauvoy et Mauvages, Sorcy, Naives et Ourches. Avant la création de ces routes les chemins de traverse vers ces villages étaient « impraticables » et pour certains « presque toujours submergés ». Sous l'ancien régime Void était traversé par deux chaussées : celle qui reliait la Champagne à l'Alsace, ancêtre de l'actuelle RN4, et celle qui allait de Commercy à Vaucouleurs, aujourd'hui route départementale 964.
Pendant la guerre franco-prussienne de 1870 Void est occupé par une garnison allemande de 100 à 150 hommes. C'étaient, dit le Dr Hennequin, « des Bavarois, gens en général peu civilisés, mangeant de la graisse de voiture, buvant dans des vases de nuit, et fumant dans les clysopompes ».
La construction du souterrain de Mauvages, proche de Void, sur le canal de la Marne au Rhin commence en 1842. Le canal est ouvert en 1851 entre Vitry-le-François et Nancy.
Au début de la Seconde Guerre mondiale, des unités des 306e et 332e Régiments d'Infanterie tentent de s'opposer à l'avance allemande en prenant appui sur le canal de la Marne au Rhin. La résistance française, sans espoir face à l'écrasante supériorité numérique et matérielle de l'ennemi, réussit pourtant à le contenir quelque temps. Finalement les unités allemandes encerclent les Français. Près de la route de Void à Sauvoy, à l'endroit même où furent tués le lieutenant Deschamps et six de ses hommes, un monument entretenu par Le Souvenir français commémore les « combats de Vacon » des 17 et 18 juin 1940.
La commune de Void a été décorée de la Croix de guerre 1939-1945 avec étoile de bronze le 22 mai 1950 avec cette citation à l'ordre du régiment :
« VOID (Département de la Meuse)
Bourg situé sur la route Paris-Strasbourg et le long du canal de la Marne au Rhin, qui se trouvait sur une des lignes de résistance en juin 1940. A subi des bombardements qui ont tué quelques civils et détruit des immeubles.  »

## Politique et administration
Void-Vacon était un chef-lieu de canton de l'arrondissement de Commercy. En 2006 le canton regroupait 18 communes et 5 454 habitants. Le redécoupage cantonal de 2014 supprime le canton de Void. La commune est alors rattaché à la première circonscription de la Meuse.
L'ancien maire de Void-Vacon, André Jannot, membre du conseil général de la Meuse, est également vice-président de la commission permanente chargé de l'économie, du commerce et de l'artisanat.

### Tendances politiques et résultats
Le vote à Void-Vacon favorise le plus souvent la droite. Cette tendance semble confirmée par la plupart des consultations électorales récentes, locales et nationales, malgré quelques exceptions.
Aux élections municipales de 2008, André Jannot (Divers droite) a recueilli 814 suffrages sur 856 suffrages exprimés (soit 95,06 %), sur un total de 1 261 inscrits. André Jannot, élu conseiller général, arrivait également largement en tête des élections cantonales de 2008 dans sa commune avec 83,16 % des suffrages exprimés, le taux de participation étant de 71,18 %.
Au deuxième tour de l'élection présidentielle de 2007, 61,92 % des électeurs vidusiens ont voté pour Nicolas Sarkozy (UMP), et 38,08 % pour Ségolène Royal (PS), avec un taux de participation de 85,96 %.
Au deuxième tour des élections législatives de 2007, 57,50 % des électeurs de Void-Vacon ont voté pour Bertrand Pancher (UMP) (53,97 % dans la 1e circonscription de la Meuse), et 42,50 % pour Thibaut Villemin (PS) (46,03 % dans la circonscription), avec un taux de participation de 52,91 % à Void-Vacon et de 60,75 % dans la circonscription. Toutefois au premier tour c'est Alexandre Lombard (UDF-Mouvement Démocrate) qui était en tête dans la commune avec 34,01 % des suffrages.
Aux élections européennes de 2009, les deux meilleurs scores à Void-Vacon étaient ceux de la liste de la liste de la majorité présidentielle conduite par Joseph Daul, qui a obtenu 119 suffrages soit 26,27 % des suffrages exprimés (département de la Meuse 19,55 %), et du Parti socialiste conduite par Catherine Trautmann, qui a obtenu 63 suffrages soit 13,91 % des suffrages exprimés (département de la Meuse 17,06 %), pour un taux de participation de 38,77 %.
Au deuxième tour des élections régionales de 2010, 46,92 % des suffrages exprimés sont allés à la liste conduite par Jean-Pierre Masseret (PS), 33,93 % à celle de Laurent Hénart (UMP), et 19,15 % à la liste FN de Thierry Gourlot, pour un taux de participation de 51,38 %.
Au deuxième tour des élections présidentielles de 2012, l'UMP avec la candidature de Nicolas Sarkozy confirme la tendance à droite mais de façon plus mesuré avec 54,72% des suffrages. Les élections législatives de la même année renouvelle Bertrand Pancher avec 56,85%.
Aux élections présidentielles de 2017, Marine Le Pen arrive largement en tête avec 41,43% des suffrages au premier tour (16,02% pour le second Emmanuel Macron) et 58,55% au second tour. Cette tendance est proche des résultats des villages de Meuse et confirme la montée du Front Nationale dans les zones rurales. Les élections législatives de la même année confirme cependant l'élection de Bartrand Pancher avec un score plus élevé que lors des précédents suffrages à 64,85%.

### Administration municipale

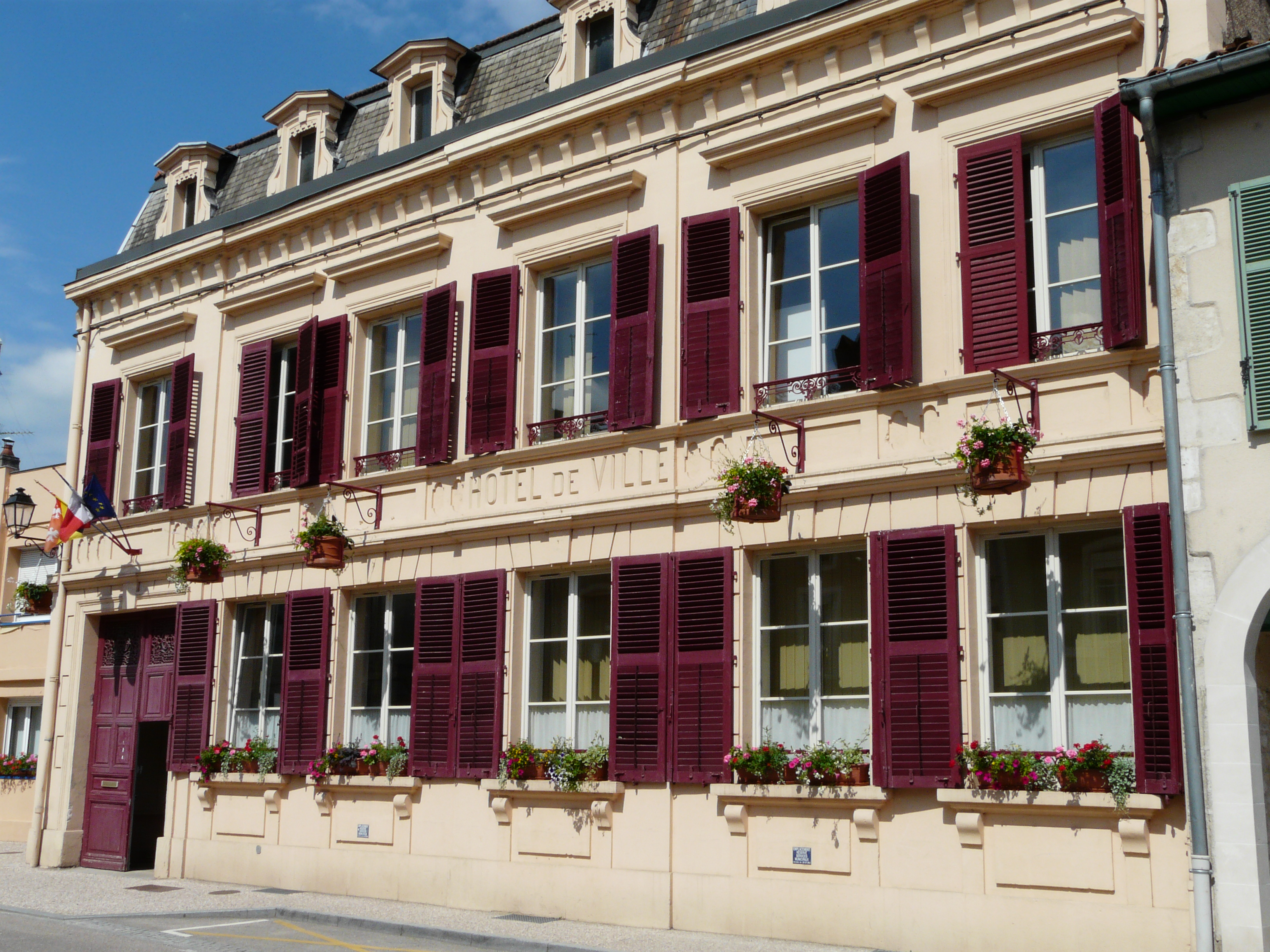
La mairie.

La population de la commune étant comprise entre 1 500 et 2 500 habitants le conseil municipal est composé de 19 membres. Depuis les élections municipales de 2008 7 femmes en sont membres.

### Intercommunalité
La très petite taille de beaucoup de communes de la Meuse (en 1999, 63 % avaient moins de 200 habitants) a incité dès les années 1970 au regroupement de communes, initié par la loi Marcellin de 1971. C'est ainsi que dès 1972 Void fusionnait, sous le régime de la fusion-association, avec sa voisine Vacon pour prendre le nom officiel de Void-Vacon,. Le 1er janvier 1977, la fusion des deux villages est finalement transformée en fusion simple.
En 2010 le regroupement en communautés de communes et en « pays » apparaît comme un autre palliatif possible à l'extrême faiblesse numérique des communes de la Meuse : la communauté de communes de Void (CODECOM) regroupe 18 communes de l'ancien canton de Void et cinq du canton de Commercy. Par l'intermédiaire de la communauté de communes, Void-Vacon appartient également au pays du Haut Val de Meuse, dont elle est le siège.
En 2016, la communauté de communes de Void disparaît au profit de celle du pays de Commercy.

### Jumelages
En 2011, Void-Vacon est jumelée avec  Ciplet (Belgique) depuis le 17 juillet 1965 faisant partie de la commune de Braives depuis la fusion des communes de 1977.

## Population et société

### Démographie

#### Évolution démographique
L'évolution du nombre d'habitants est connue à travers les recensements de la population effectués dans la commune depuis 1793. Pour les communes de moins de 10 000 habitants, une enquête de recensement portant sur toute la population est réalisée tous les cinq ans, les populations de référence des années intermédiaires étant quant à elles estimées par interpolation ou extrapolation. Pour la commune, le premier recensement exhaustif entrant dans le cadre du nouveau dispositif a été réalisé en 2007.
En 2022, la commune comptait 1 606 habitants, en évolution de −2,13 % par rapport à 2016 (Meuse : −4,4 %, France hors Mayotte : +2,11 %). Le maximum de la population a été atteint en 1891 avec 1 748 habitants.
| 1793  | 1800  | 1806  | 1821  | 1831  | 1836  | 1841  | 1846  | 1851  |
| ----- | ----- | ----- | ----- | ----- | ----- | ----- | ----- | ----- |
| 1 033 | 1 262 | 1 279 | 1 242 | 1 458 | 1 430 | 1 561 | 1 634 | 1 597 |

| 1856  | 1861  | 1866  | 1872  | 1876  | 1881  | 1886  | 1891  | 1896  |
| ----- | ----- | ----- | ----- | ----- | ----- | ----- | ----- | ----- |
| 1 448 | 1 401 | 1 360 | 1 284 | 1 231 | 1 226 | 1 594 | 1 748 | 1 175 |

| 1901  | 1906  | 1911  | 1921  | 1926  | 1931 | 1936  | 1946 | 1954  |
| ----- | ----- | ----- | ----- | ----- | ---- | ----- | ---- | ----- |
| 1 064 | 1 075 | 1 095 | 1 031 | 1 014 | 935  | 1 000 | 990  | 1 100 |

| 1962  | 1968  | 1975  | 1982  | 1990  | 1999  | 2006  | 2007  | 2012  |
| ----- | ----- | ----- | ----- | ----- | ----- | ----- | ----- | ----- |
| 1 118 | 1 061 | 1 200 | 1 457 | 1 622 | 1 573 | 1 648 | 1 659 | 1 662 |

| 2017  | 2022  | - | - | - | - | - | - | - |
| ----- | ----- | - | - | - | - | - | - | - |
| 1 639 | 1 606 | - | - | - | - | - | - | - |

#### Pyramide des âges
La population de la commune est relativement jeune.
En 2018, le taux de personnes d'un âge inférieur à 30 ans s'élève à 33,0 %, soit au-dessus de la moyenne départementale (32,4 %). À l'inverse, le taux de personnes d'âge supérieur à 60 ans est de 27,4 % la même année, alors qu'il est de 29,6 % au niveau départemental.
En 2018, la commune comptait 759 hommes pour 876 femmes, soit un taux de 53,58 % de femmes, largement supérieur au taux départemental (50,49 %).
Les pyramides des âges de la commune et du département s'établissent comme suit.
| Hommes | Classe d’âge | Femmes |
| ------ | ------------ | ------ |
| 1,3    | 90 ou +      | 2,9    |
| 7,0    | 75-89 ans    | 10,6   |
| 16,1   | 60-74 ans    | 16,5   |
| 21,4   | 45-59 ans    | 19,1   |
| 19,4   | 30-44 ans    | 19,5   |
| 15,8   | 15-29 ans    | 12,4   |
| 19,0   | 0-14 ans     | 19,0   |

| Hommes | Classe d’âge | Femmes |
| ------ | ------------ | ------ |
| 0,8    | 90 ou +      | 2,2    |
| 7,6    | 75-89 ans    | 11     |
| 20,2   | 60-74 ans    | 20,5   |
| 20,6   | 45-59 ans    | 20     |
| 17,4   | 30-44 ans    | 16,8   |
| 16,7   | 15-29 ans    | 13,6   |
| 16,8   | 0-14 ans     | 15,8   |

#### Attractivité démographique
En 2006, 78,9 % des résidents habitaient Void-Vacon cinq ans plus tôt, tandis que 6,8 % venaient d'un autre département lorrain. La proximité des villes et des bassins d'emploi de Toul et de Nancy en Meurthe-et-Moselle explique sans doute l'installation de foyers de néoruraux - actifs ou retraités - venant de ce département, à la recherche d'une qualité de vie moins stressante et de logements moins chers. Dans un contexte plus large, l'Insee note d'ailleurs un renouvellement de la population dans les parties est et sud du département : jeunes couples en provenance des départements voisins et dont beaucoup occupent un emploi hors de la Meuse.

### Enseignement
Void-Vacon est située dans la circonscription de Commercy de l'inspection académique de la Meuse, qui dépend elle-même de l'académie de Nancy-Metz. La commune gère l'école maternelle de la rue Louvière et l'école primaire de la rue Gaston-Broquet. Cette dernière fait partie des écoles numériques de la circonscription.
Void dispose également d'une école de musique gérée par la communauté de communes du canton de Void.

### Santé
Void a trois médecins généralistes, un dentiste, un kinésithérapeute, un infirmier et une ambulancière. La maison de retraite publique ou EHPAD habilitée Alzheimer Estienne-Duprè a une capacité de 43 lits. Elle était, à son origine, une fondation privée.
L' hôpital le plus proche est celui de Commercy et le service d'urgence le plus proche se situe à Toul.

### Sports, tourisme et loisirs

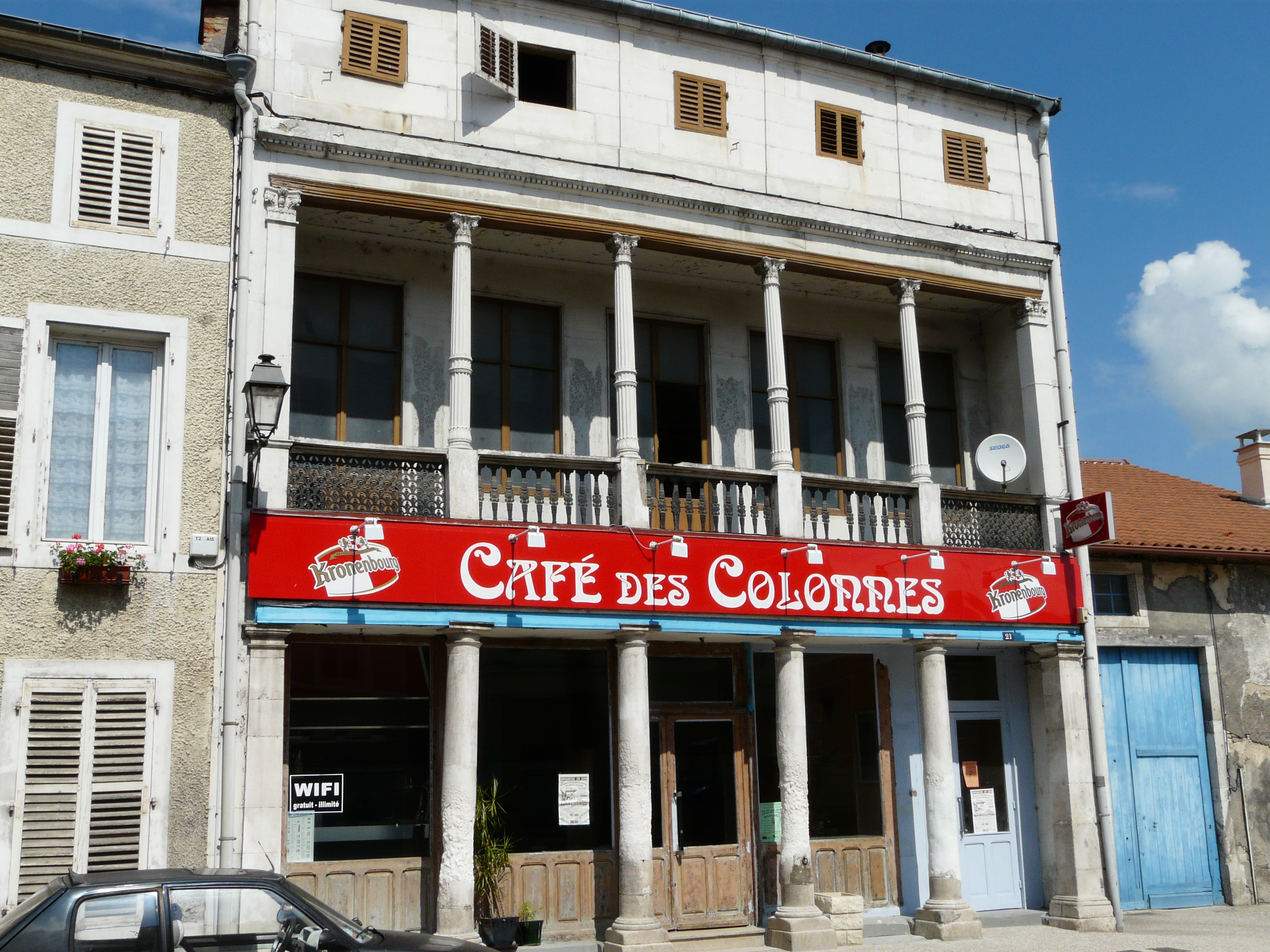
Le café des Colonnes.

Les activités sportives et de loisirs animent la vie locale et attirent des athlètes de toute la région. Un parcours de santé « sylvestre et botanique » a été aménagé en collaboration avec l'Office national des forêts près du village, en lisière du bois de Voirut.
Void a un gymnase : la salle omnisports Jean Louis Gilbert, nom de l'ancien maire qui était également le conseiller général du canton de Void et a œuvré au développement de son chef-lieu. Cette salle accueille un club de handball, LAS Handball Void- Vacon et l'Arc Vidusien. Le village a aussi un judo club, un club de foot : l'Entente Sorcy Void-Vacon (ESVV). Le stade se situe à côté de la salle omnisports. Des terrains de quilles, de boules et de tir à l'arc sont aménagés sur le site de l'ancienne gare.
Des courses à pied, Les Foulées Vidusiennes, sont organisées chaque année.
L'association L'Art ou l'Etre avec son dynamique groupe de musiciens de La Roulette Rustre participe à l'animation de Void et des localités voisines.
Le Café des Colonnes, quant à lui, propose des soirées à thème et des concerts.

### Cultes
Les Vidusiens disposent de deux lieux de culte : l'église Notre-Dame-de-l’Assomption de Void et l'église Saint-Nicolas de Vacon. Ces églises sont rattachées à la paroisse catholique « Saint-Joseph du Pays de Void ». Cette paroisse dépendant du diocèse de Verdun comprend 12 communes et regroupe plus de 5 000 habitants.

## Économie

### Revenus et fiscalité
En 2006, le revenu fiscal médian par ménage était de 16 465 €, ce qui plaçait Void-Vacon au 13210e rang parmi les 30 687 communes de plus de 50 ménages en métropole.
En 2007, le revenu net imposable moyen à Void-Vacon s'élevait à 19 430 euros, légèrement supérieur à celui de la Meuse (19 094 euros) mais nettement inférieur à celui de la France métropolitaine (22 947 euros). 51,1 % des foyers étaient imposés (49,2 % dans le département et 55,5 % en France métropolitaine).

### Population active et emploi
La population âgée de 15 à 64 ans s'élevait en 2013 à 1 023 personnes (1073 en 2008), parmi lesquelles on comptait 73,7 % d'actifs dont 66,4 % ayant un emploi et 7,3 % de chômeurs. Dans l'ensemble du département la proportion d'actifs est de 72,5 %, dont 62,7 % ayant un emploi et 9,8 % de chômeurs : la situation était donc relativement plus favorable à Void-Vacon.
En 2013, on comptait 550 emplois dans la commune, contre 518 en 2008. Le nombre d'actifs ayant un emploi résidant dans la commune étant de 682, l'indicateur de concentration d'emploi n'était que de 80,7 %, ce qui signifie que la commune offrait environ quatre emplois pour cinq Vidusiens actifs. Cet indicateur était de 71,5 % en 2008. En 2013, 29,3 % des Vidusiens travaillaient dans la commune, 70,7 % dans une autre commune.

### Entreprises
Au 31 décembre 2007, Void-Vacon comptait 75 établissements actifs, dont 12 % dans l'industrie, 14,7 % dans la construction, 21,3 % dans le commerce et la réparation, et 52 % dans les services.
La commune dispose de deux zones d'activités économiques : la zone d'activité du Vé, d'une surface de six hectares et inaugurée en 2009, et la zone d'activité de La Pelouse.
Malgré sa situation à un carrefour nord-sud et est-ouest Void a attiré peu de grandes entreprises : celles-ci sont principalement dans les communes voisines de Sorcy-Saint-Martin (fours à chaux de Sorcy, fromagerie du groupe Lactalis...) et Pagny-sur-Meuse (base de distribution Intermarché, transports Nexia etc.)
À Void on peut citer en 2010 : 
- la Coopérative Agricole Lorraine, dont le silo à céréales d'une capacité de 24 000 tonnes implanté au bord du canal de la Marne au Rhin domine le paysage ;
- l'entreprise Clair de Lorraine, dont le siège social est à Void, qui produit et distribue des spécialités gastronomiques lorraines ;
- deux entreprises de travaux publics : Eurovia et Colas[1] ;
- une entreprise de transport : Établissement Transport Raymond Druart.

### Commerce
Le village dispose d'une douzaine de commerces de proximité (dont une boucherie, deux boulangeries, un café, un bar-tabac, une supérette, une pharmacie) et d'un nombre équivalent d'artisans (maçonnerie, réparation automobile, plomberie…) ainsi que d'un bureau de poste et d'un bureau du trésor public. La présence de ces commerces augmente l'attractivité de la commune, même s'ils sont en concurrence avec ceux de villes voisines comme Commercy. Dans le but de revitaliser le commerce, la municipalité a d'ailleurs aidé à la réouverture de la boucherie.

## Culture locale et patrimoine

### Lieux et monuments

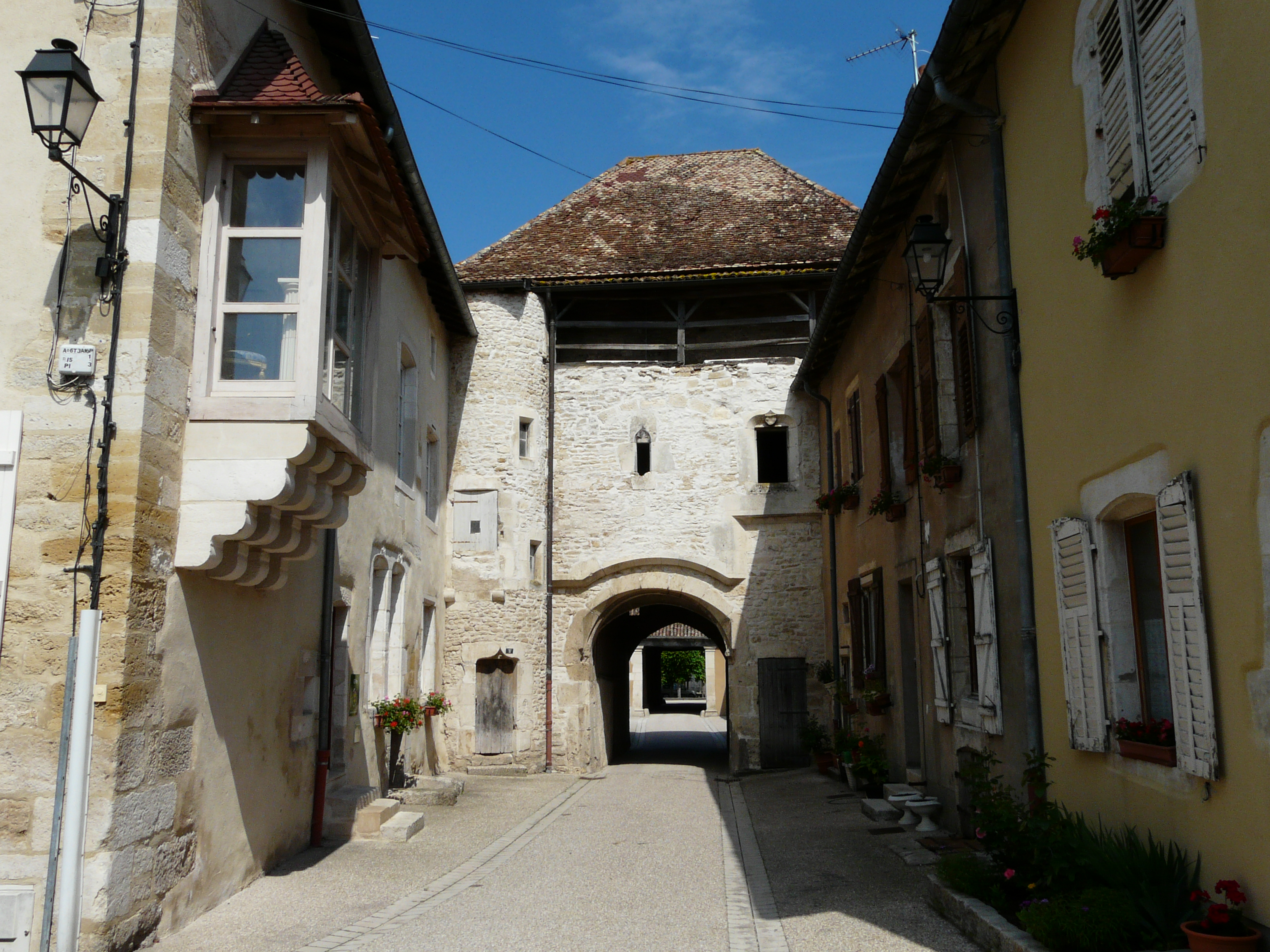
La tour de la Poterne, vue de l'intérieur de l'ancien château.

La tour aux Pigeons et la tour de la Poterne, toutes deux du XIVe siècle, sont les vestiges du château de Void aujourd'hui disparu, qui en comportait trois autres : la tour des Loups, la tour de la Lanterne, et la tour Bontemps. Ce château de forme quadrangulaire avait des murailles longues de 75 m à 80 m, hautes de 15 m et épaisses de 2,5 m. On entrait dans le château par la tour de la Poterne, aussi appelée tour de l'Audience car selon la tradition on y rendait la justice. Les façades et toiture de la Poterne sont inscrites depuis le 18 juin 1938 à l'inventaire des monuments historiques. Les murailles furent démolies au début du XIXe siècle.
À Void, l'église Notre-Dame-de-l’Assomption date du Xe siècle. Ruinée en 1349, elle est reconstruite par l'évêque de Toul. En 1761 la nef est agrandie. Le clocher date de la même époque. Le chœur est celui de l’ancienne chapelle du château, datant du XIVe siècle,.
À Vacon, l'église Saint-Nicolas à nef unique éclairée par des baies en plein cintre date du XVIIIe siècle, sa façade est néo-classique. Restaurée en 1930 puis en 2005, elle conserve un tabernacle du XVIIIe siècle.
Les halles datent de 1740. Construites à l'emplacement d'un ouvrage fortifié devant la tour de la Poterne dont il protégeait l'accès, elles furent agrandies en 1839. Les colonnes de pierre, au nombre de 28, proviendraient d'un temple de Nasium.
La fontaine de la place Cugnot date du XIXe siècle et provient de la fonderie de Tusey à Vaucouleurs. Elle représente une femme portant deux amphores dont l'eau s'écoule, symbolisant la rencontre du Vidus et de la Meuse. Une statue identique se trouverait à Hô Chi Minh-Ville (anciennement Saïgon). Une fontaine identique existe également à Uzès : la « fontaine à la Dame ».
La maison de retraite Estienne-Dupré avec chapelle.

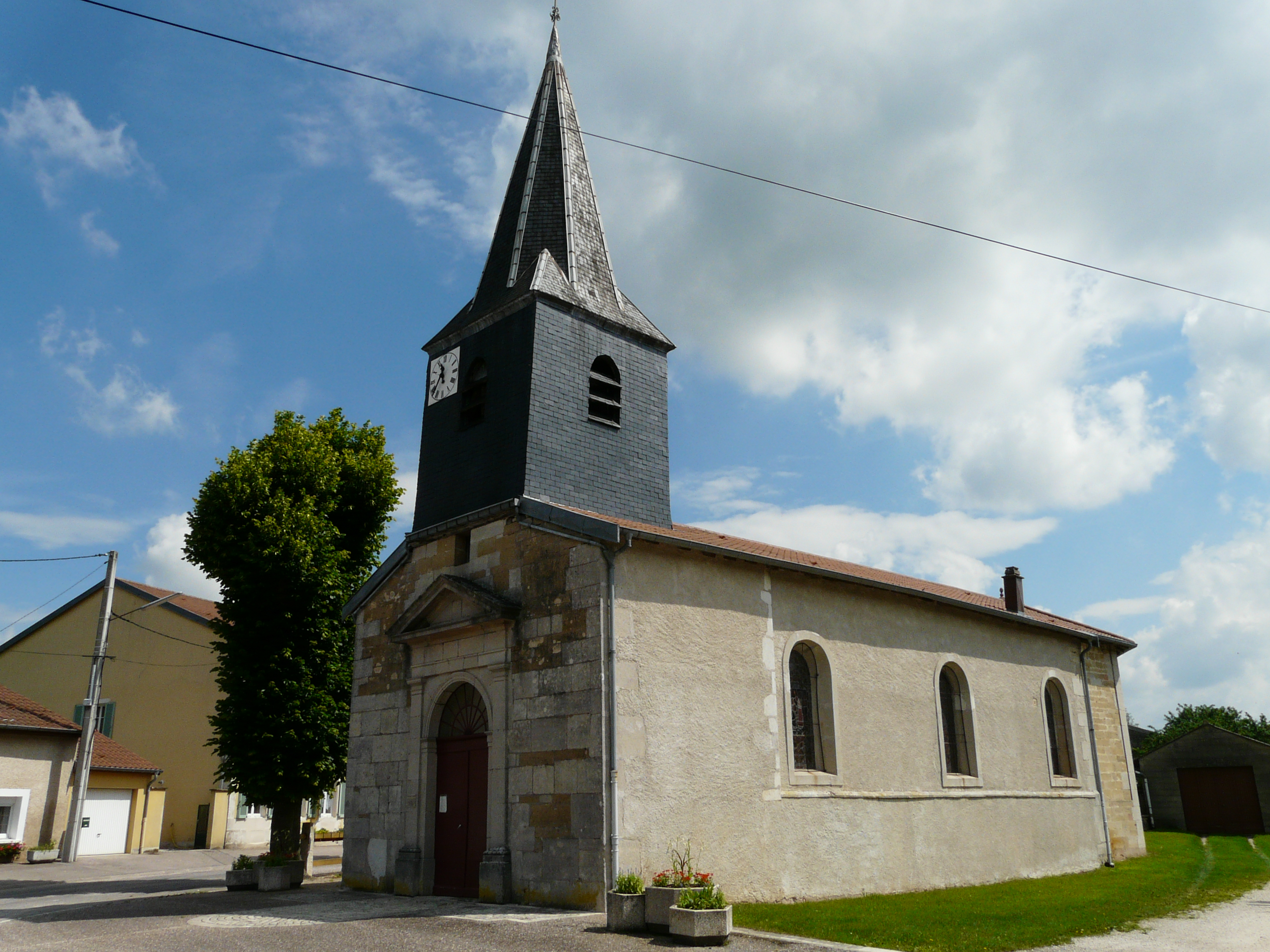
L'église Saint-Nicolas de Vacon.
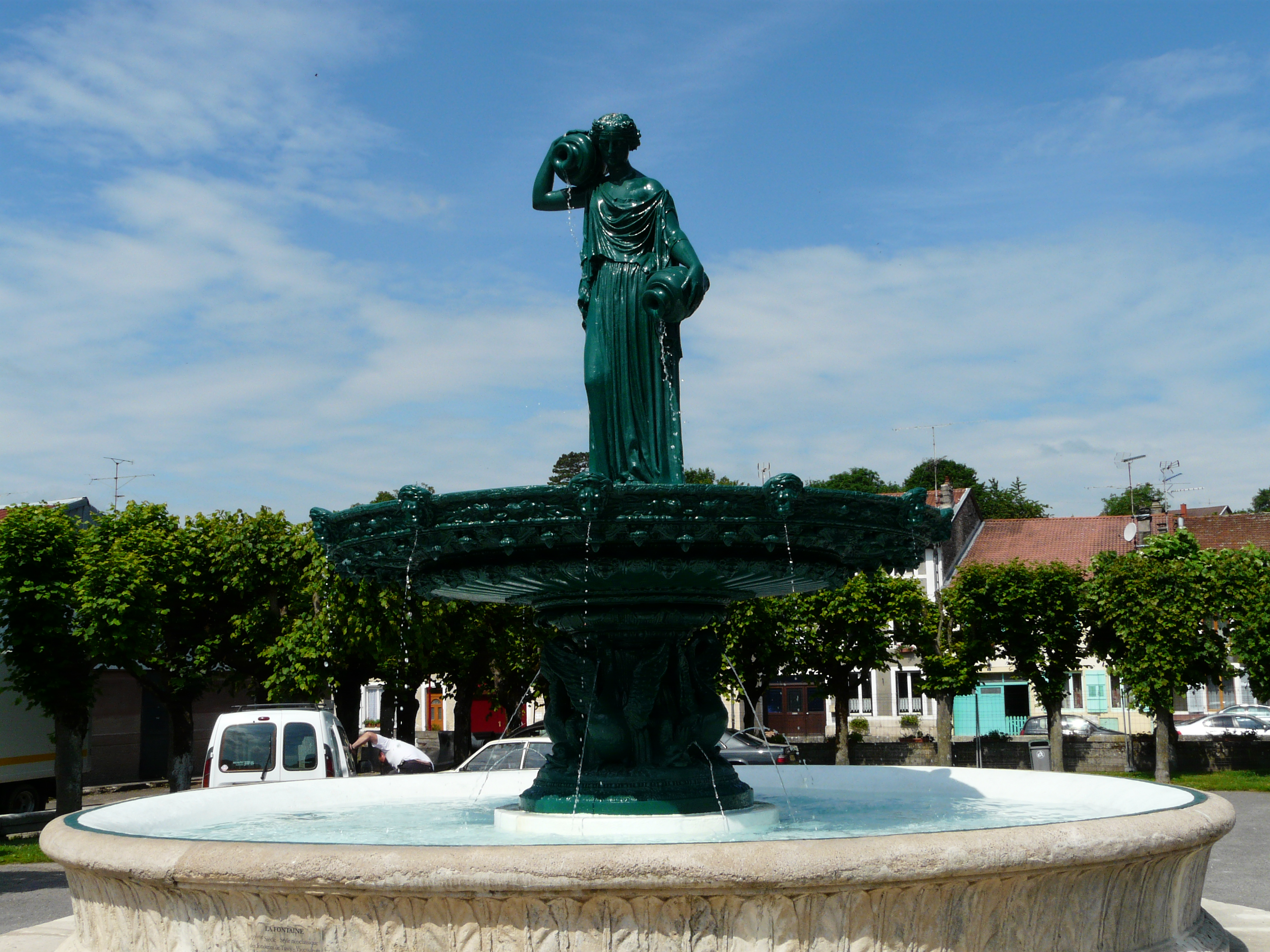
Fontaine du Vidus et de la Meuse, place Cugnot.
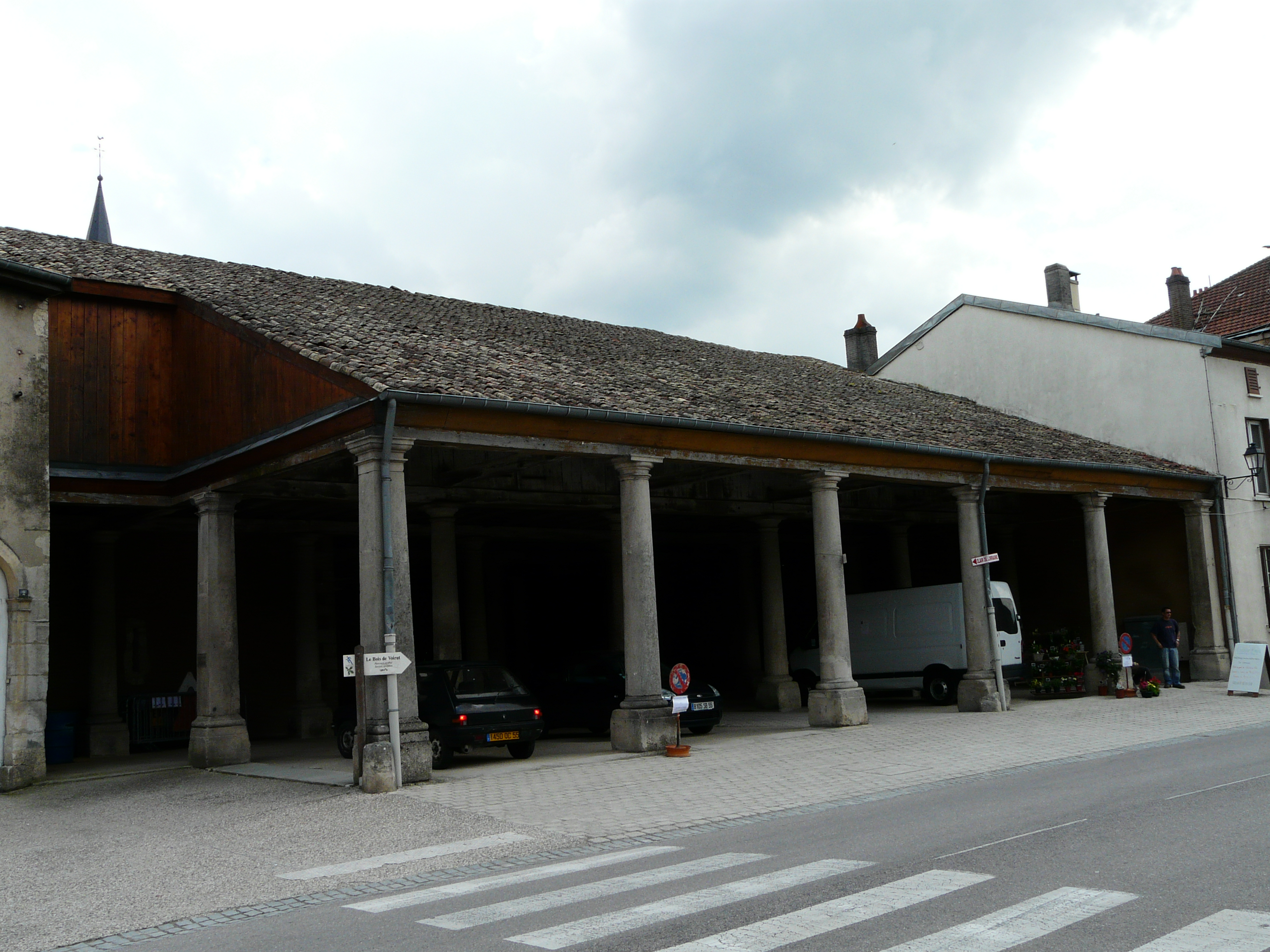
Les halles.

Sur la stèle à la mémoire de Cugnot, un obélisque remplace depuis 1969 la statue d'origine, fondue par les Allemands pendant la Seconde Guerre mondiale.

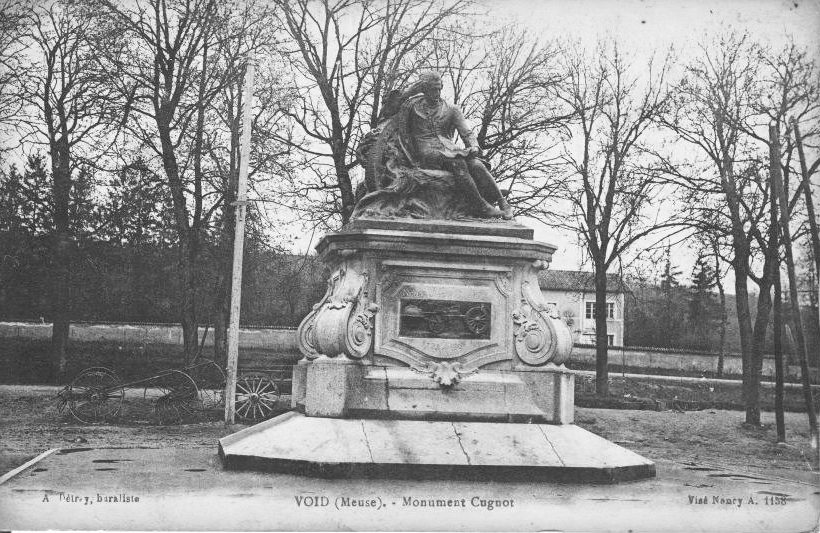
L'ancien monument à Cugnot.
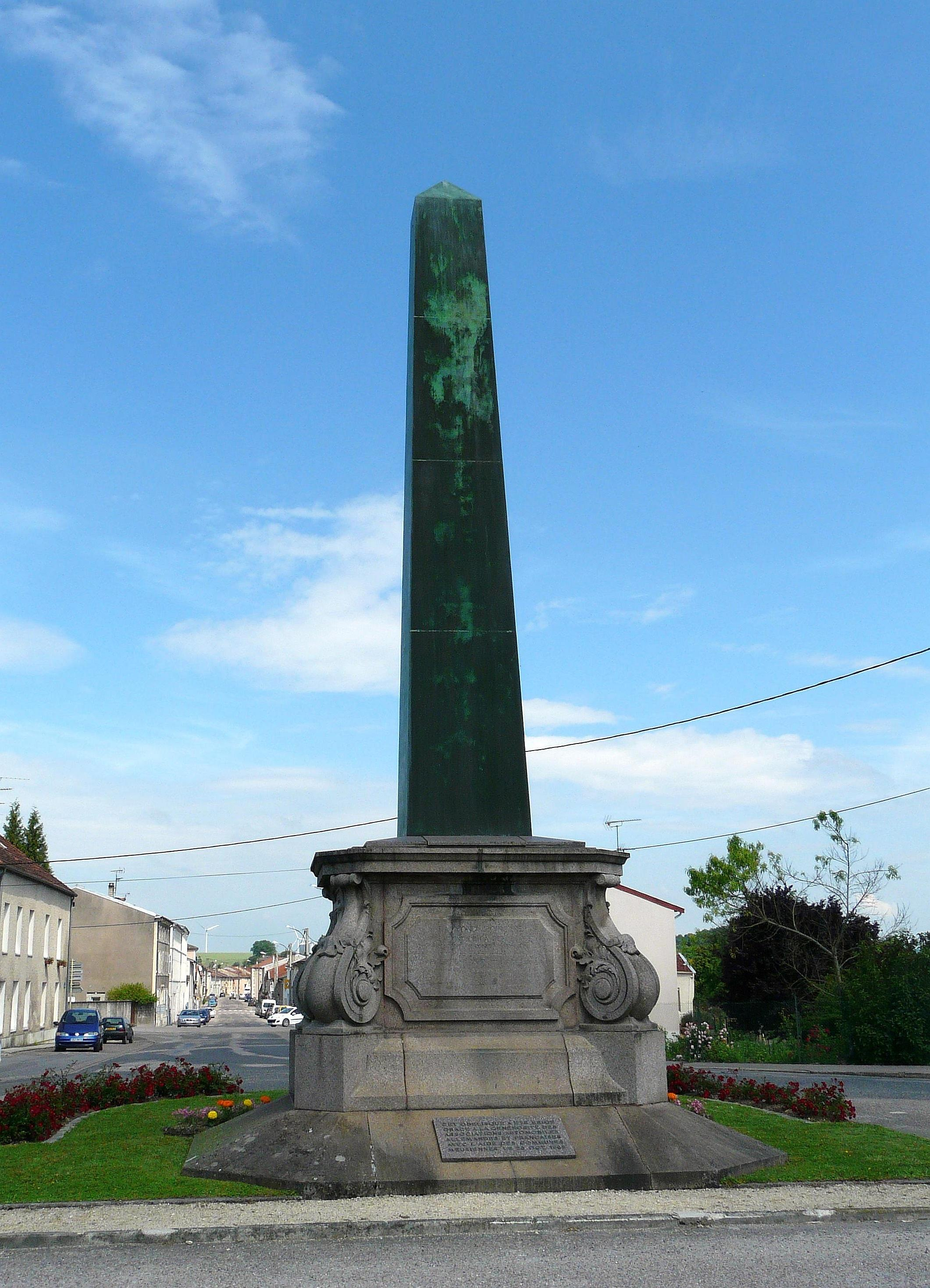
Le monument à Cugnot tel qu'on le voit aujourd'hui.
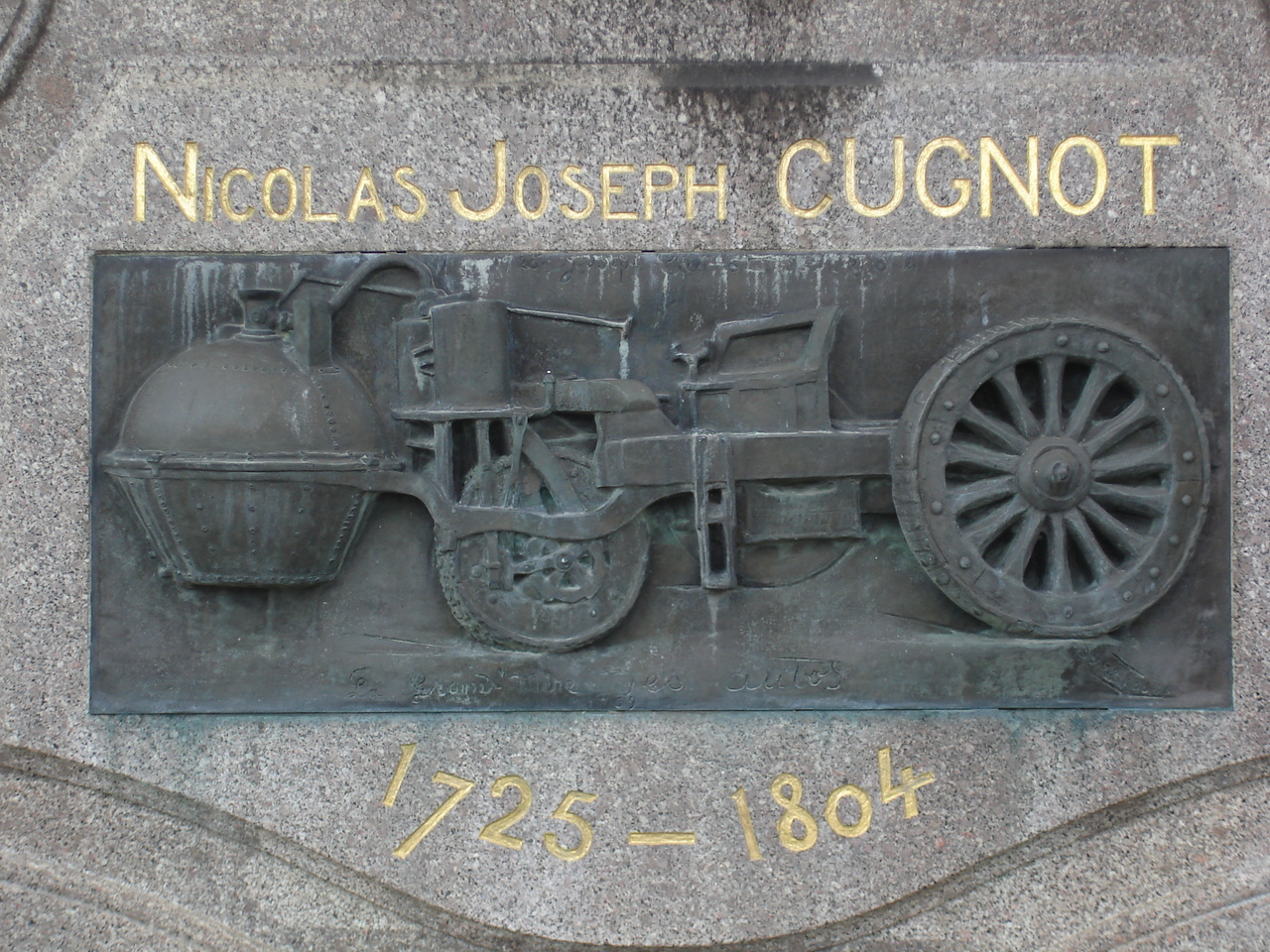
Plaque sur le monument à Cugnot.
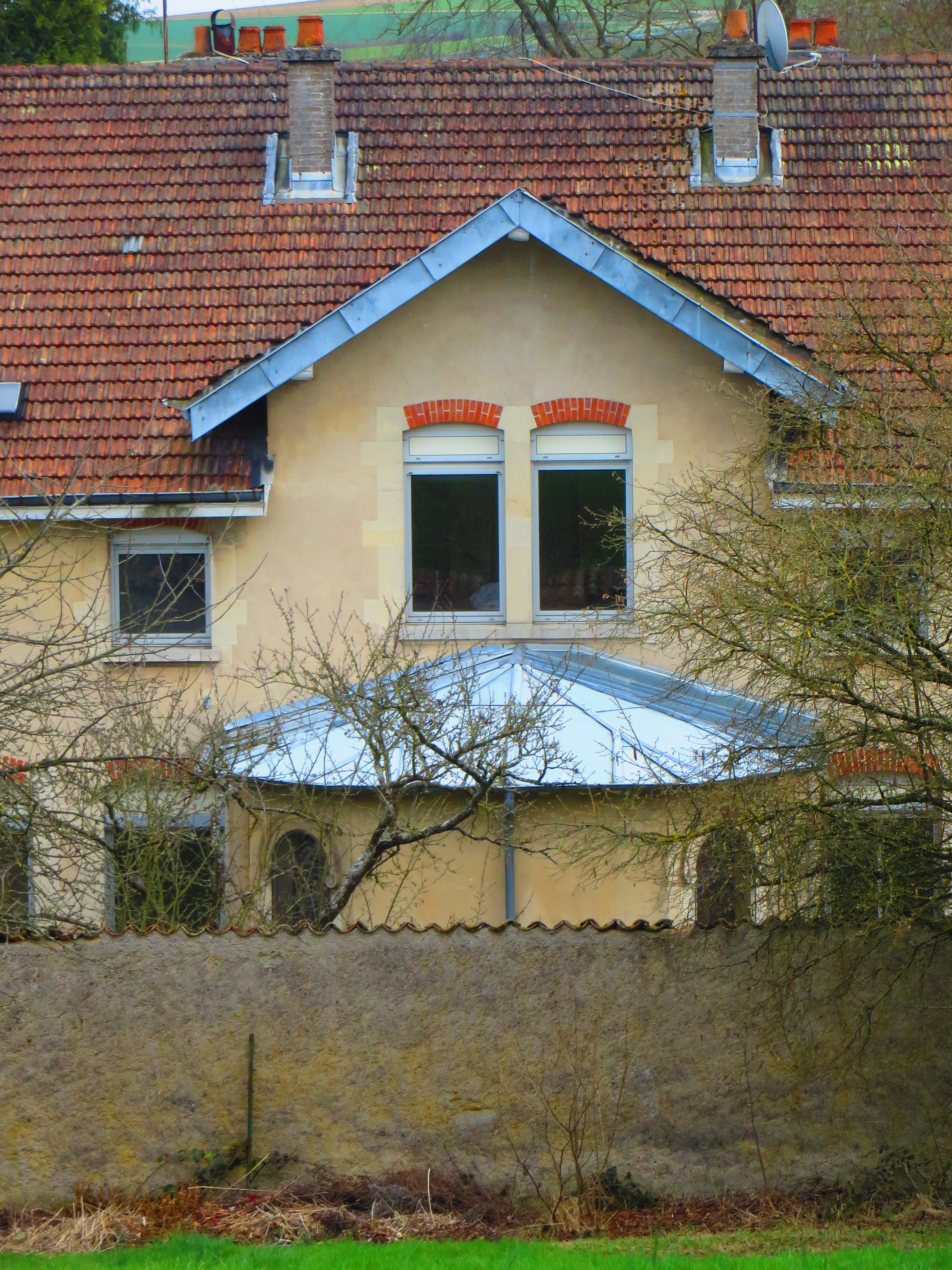
La chapelle de la maison de retraite.

### Fardier de Cugnot

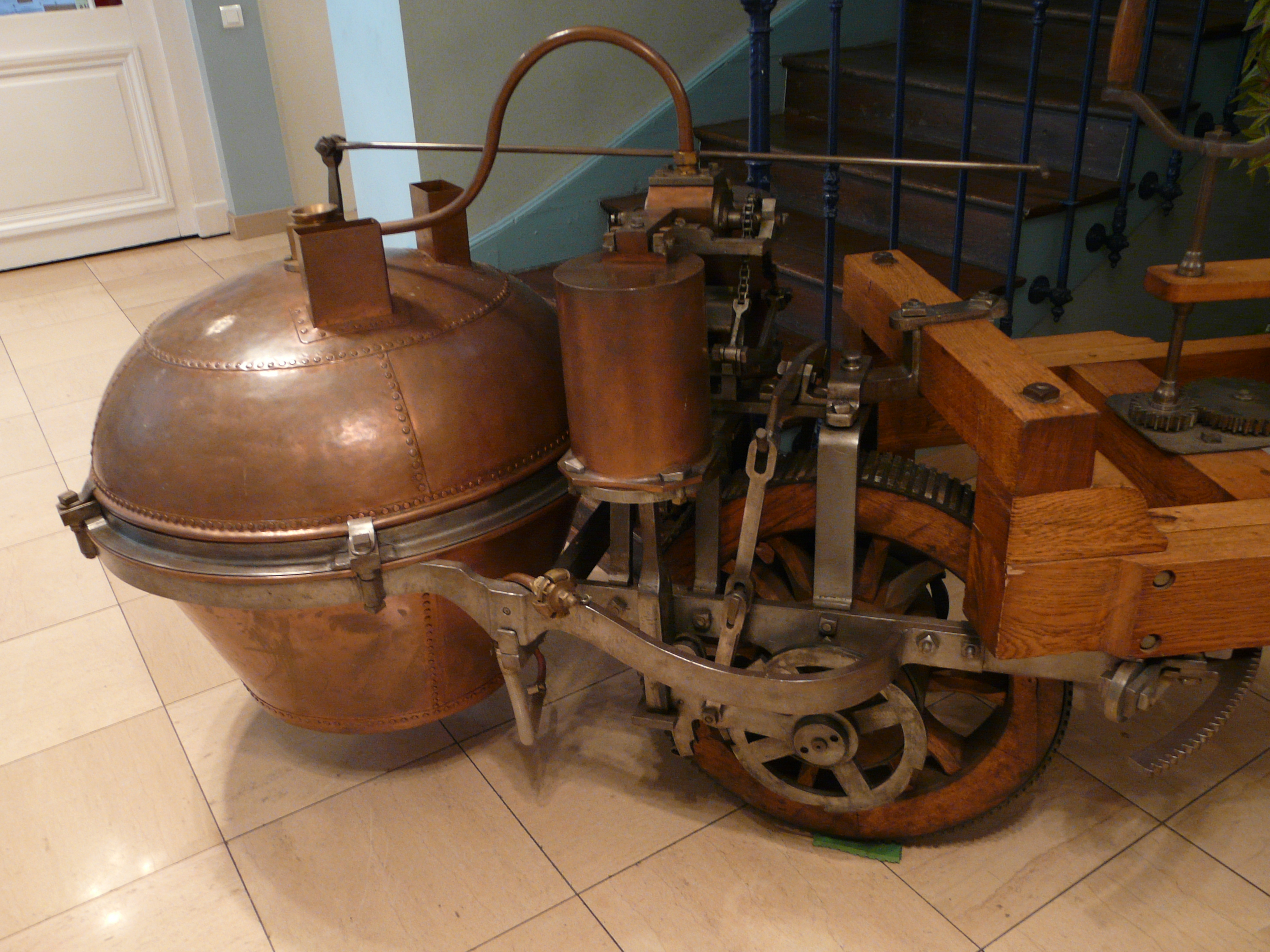
Réplique à l'échelle 1:2 du fardier de Cugnot construite par le lycée Cugnot de Toul et exposée à la mairie de Void-Vacon.

L'association « Le Fardier de Cugnot » s'est fixé comme objectif la réalisation d'une réplique fonctionnelle et à l’échelle d’origine du fardier de Joseph Cugnot, natif de Void. Le projet a été mené à bien, avec l'appui de la commune et l'aide technique du musée des arts et métiers et d'élèves-ingénieurs de l'École d'Arts et Métiers ParisTech, avec les premiers tours de roue en juin 2010. Le fardier participe à diverses manifestations publiques.

### Spécialités gastronomiques
Un fromage est né dans la commune : le void. C'est un fromage à pâte molle à croûte lavée fabriqué à partir de lait de vache. Sa forme et son goût prononcé rappellent le maroilles.

### Personnalités liées à la commune
- Pascal Vigneron (né en 1963), trompettiste, organiste, et chef d'orchestre, a vécu son enfance chez ses grands-parents, rue de la Louvière à Void.
- Michel Parisse (1936-2020), historien médiéviste français, spécialiste des chartes médiévales de l'est de la France, de l'histoire de la Lorraine et du Saint-Empire romain germanique.
- Gaston Broquet (1880-1947), sculpteur français, auteur de nombreux monuments aux morts.
- Nicolas Joseph Cugnot (1725-1804), ingénieur français, inventeur du fardier, premier véhicule à vapeur (1769)[104].

### Héraldique, devise
| Blason | Blasonnement : De gueules, à trois cailloux d'argent. Commentaires : La devise de la ville est : Projiciam (« Je lancerai »). Blason et devise font référence au martyre de saint Étienne, qui fut lapidé, et rappellent que Void appartenait au chapitre de la cathédrale Saint-Étienne de Toul. |